# ブリーロン
ブリーロン (ドイツ語: Brilon, ドイツ語発音: [ˈbriːlɔn])はドイツ連邦共和国ノルトライン＝ヴェストファーレン州アルンスベルク行政管区のホーホザウアーラント郡に属す市である。ザウアーラント東部に位置し、中規模都市に格付けられる。この街は州指定のクナイプ水浴地となっている。広さ 77.5 km2 の市有林を有するブリーロンは、ドイツで最も広い森を所有する都市の1つである。

## 地理

### 位置

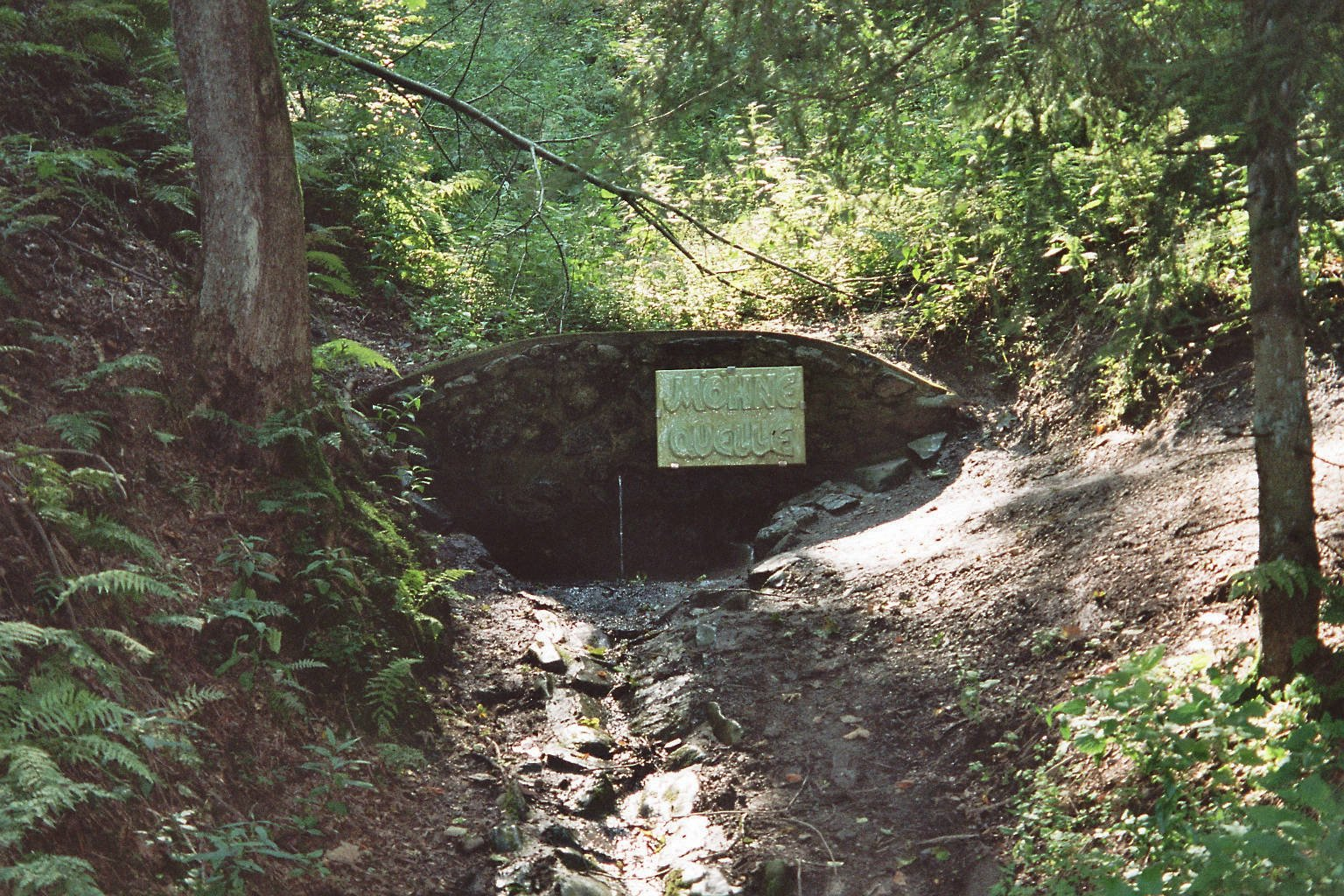
メーネ川の水源

ブリーロンはザウアーラント東部、ヘッセン州との州境に面する場所に位置する。中核市区は、石灰岩の山であるブリーロナー高地の南斜面に位置する。高度はオスターホーフ近郊のメーネ川の谷の海抜 375 m からレーゼンベック近郊の海抜 550 m の間である。市の西部はアルンスベルクの森の尾根につながっている。南東部では、ブリーロナー高地は深く刻まれたホッペッケ川の谷に向かって急角度で下って行く。メーネタールからアルテンビューレンに向かってヴィンタータール/エッシャーフェルト風致保護地区が広がっている。北部では、市域はハールシュトラングの東の支脈と境を接し、ジントフェルトに至る。アルメ市区から湧出するアルメ川は、水源地から北に向かって流れ、わずか数km で市域から離れる。アルメタール（アルメ川の谷）の高度は 278 m で、市内で最も低い地点である。中核市区の南は、ロタール山地の北の支脈につながっている。ここには、ドライコプフ山 (781 m)、805.5 m のブリーロン市最高地点があるホーアー・アイムベルク（山頂は 806.1 m）、ヘッセン州ヴィリンゲンとの市境に面したホッペルンコプフ (805 m)、グローサー・クルスコプフ (760.4 m) がある。中核市区の南付近に位置する高さ 605 m のポッペンベルクからは、メーネ川の水源となる小川が何本か湧出している。ただし、メーネ川自体の水源は、これらの小川がアー川と合流する、中核市区の北側である。この他にヴィリンゲンから北に向かって流れる。この川はブリーロン＝ヴァルト市区の北で東北東に向きを変え、ホッペッケやメッシングハウゼンを流れ、18.6 km で本市を離れる。この川は、最も長く本市を流れる川である。たとえばホッペッケ北西の山並みは、ペータースボルンを通るライン＝ヴェーザー分水界の一部である。

### 市域の広がり
ブリーロンの市域の南北の長さは、アルマ地区の北約 3 km のハルレバッハがアルメ川に注ぐ合流点からヴィリンゲンの西ホッペルンコプフのリヒト広場まで約 22 km ある。最も西の地点はエスホフ地区近郊、東はマートフェルト地区北東のグローセ・アー川がアーバッハ川に合流する地点で、両者の距離は約 21 km である。
| 土地利用種別面積 | 農業用地 | 森林   | 宅地、空地 産業用地 | 交通用地 | 水域  | レジャー地 墓地 | その他 |
| ---------------- | -------- | ------ | ------------------- | -------- | ----- | --------------- | ------ |
| 面積 (km2)       | 87.12    | 111.71 | 12.65               | 12.02    | 0.84  | 1.50            | 3.42   |
| 占有率           | 38.0 %   | 48.7 % | 5.5 %               | 5.2 %    | 0.4 % | 0.7 %           | 1.5 %  |

### 隣接する市町村
ブリーロンは、北はパーダーボルン郡に属すビューレンおよびバート・ヴュネンベルク、東はマルスベルク、南東はヘッセン州ヴァルデック＝フランケンベルク郡に属すディーメルゼーおよびヴィリンゲン、西はオルスベルク、北西はゾースト郡に属すリューテンと境を接している。オルスベルクとマルスベルクは、ブリーロンと同じホーホザウアーラント郡に属す。

### 市の構成
ブリーロン市は、市域再編以後17地区で構成されている。14 の旧町村とそれ以前にブリーロンに編入されていたペータースボルン＝グーデンハーゲンとブリーロン＝ヴァルトは、それぞれノルトライン＝ヴェストファーレン州の市町村法が定めるオルトシャフト (ドイツ語: Ortschaft) をなしている。各地区は地区長を選出する。各地区は、互いに境界がはっきりと分かれており、多くは田舎の風情を遺している。以下の表に市の構成を示す:
| 市区                               | 市区                  | 面積 (km2) | 人口 2017年12月31日現在 | 市区図           |
| ---------------------------------- | --------------------- | ---------- | ----------------------- | ---------------- |
| アルメ                             | Alme                  | 35.58      | 1,792                   | ブリーロン市区図 |
| アルテンビューレン                 | Altenbüren            | 13.84      | 1,373                   | ブリーロン市区図 |
| ボントキルヒェン                   | Bontkirchen           | 5.58       | 501                     | ブリーロン市区図 |
| ブリーロン（中核市区）             | Brilon (Kernstadt)    | –          | 14,604                  | ブリーロン市区図 |
| ブリーロン＝ヴァルト               | Brilon-Wald           | –          | 470                     | ブリーロン市区図 |
| エスホフ                           | Esshoff               | 0.66       | 74                      | ブリーロン市区図 |
| グーデンハーゲン＝ペータースボルン | Gudenhagen-Petersborn | –          | 1,234                   | ブリーロン市区図 |
| ホペッケ                           | Hoppecke              | 7.18       | 1,221                   | ブリーロン市区図 |
| マートフェルト                     | Madfeld               | 14.68      | 1,255                   | ブリーロン市区図 |
| メッシングハウゼン                 | Messinghausen         | 9.41       | 754                     | ブリーロン市区図 |
| ネーデン                           | Nehden                | 4.37       | 474                     | ブリーロン市区図 |
| ラートリングハウゼン               | Radlinghausen         | 2.88       | 129                     | ブリーロン市区図 |
| リクセン                           | Rixen                 | 2.52       | 105                     | ブリーロン市区図 |
| レーゼンベック                     | Rösenbeck             | 10.46      | 759                     | ブリーロン市区図 |
| シャルフェンベルク                 | Scharfenberg          | 13.48      | 1,405                   | ブリーロン市区図 |
| テューレン                         | Thülen                | 8.45       | 1,035                   | ブリーロン市区図 |
| ヴュルフテ                         | Wülfte                | 2.59       | 393                     | ブリーロン市区図 |
| 合計                               | 合計                  | 228.98     | 27,578                  | ブリーロン市区図 |

ブリーロンの歴史的な中核部は、ブリーロン中核市区の狭い一画であり、以下の「クヴァルタール」(ドイツ語: Quartal) と呼ばれる街区を形成している: デルケレス街区、クロイツィガー街区、ニーデレス街区、オーベレス街区。
旧アルメ町は、1928年にニーダーアルメ、オーバーアルメ、グーツベツィルク・アルメから形成された。
周囲から分離された集落はこの他に、ラートリングハウゼンとネーデンおよびアルメの間、グーデンハーゲン＝ペータースボルン近郊のプルファーミューレとマートフェルト近郊エッゲおよびシャールフェンベルク近郊ヴァルトブルーフの間にある。
市域のいくつかの集落は、主に中世に廃村となった。

## 歴史

### 古代史
ブリーロン高地には古くからすでに入植が行われていた。中石器時代や新石器時代の出土品が発見されている。青銅器時代はブリーロン周辺に多くの墳丘墓が造営された。鉄器時代の出土品は、テューレ近郊（1939年、青銅製の首輪を発見）、デルカーシュタイン近郊のカッセバッハ河畔（陶片、レンガに焼かれた粘土、紡錘、火床）、レーゼンベック近郊の高台（陶片）で発見されている。デルカーシュタインの出土品だけが鉄器時代の集落の固定された建築を示しており、ブリーロン高地の最初の永続的な入植地跡を示している。これに比肩しうるローマ帝国時代の入植地の痕跡がフュルゼンベックで見つかっている。紀元後1世紀末には、ブリーロン地域で鉛、スミソナイト、鉄、方解石が採掘されていた。これは、たとえばアルテンビューレン近郊で小さな鉛の地金が発見されたことなどで証明されている。ローマの企業家による鉱業の運営は証明されていない。判っているのはローヌ川河口の発掘で、難破船に「plumb.germ.」や「plumbum germanicum」（ともに「ゲルマン産の鉛」の意）と刻印された鉛の地金が隠されていたことである。しかしアイソトープ研究からはっきりとしたことは判明できず、産出地としてブリーロンとその周辺地域は、アイフェルとならんで可能性がある地域というに過ぎない。

### 中世

#### 市の創設
最初の文献記録は、マクデブルク司教が父親から受け継いだ Villa Brilon を含むヴェストファーレンの所領を973年に皇帝オットー2世が確認した際のものである。この記述はもちろんかなり古い集落についてであり、おそらく現在のアルテンブリーロンのことである。後に、ブリーロンの所領は交換によってパーダーボルンの教会領となり、その代官が治めた。この他の文書では、Brilo、Brylon、Brule、Briloin、Brielon、Briglonといった表記がなされている。

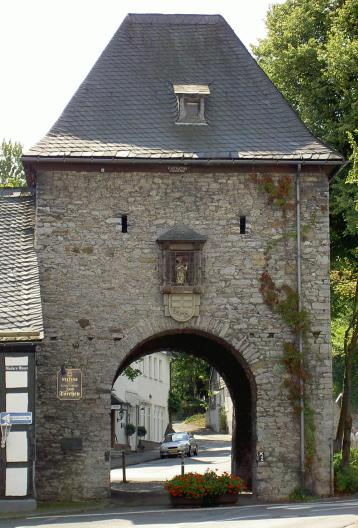
ブリーロンの都市防衛施設の遺構、デルケレス門

1220年頃ケルン大司教エンゲルベルトはブリーロン地域をヘルマン・フォン・ブリーロンおよびゲルナルト・フォン・ブリーロン兄弟から購入した。大司教エンゲルベルトはこの堅固な都市に環状壁を設け、都市権を授けた。この本来の都市の面積はおよそ 32 ヘクタールであった。ブリーロンの所有権を巡ってエンゲルベルトとパーダーボルンの教会との流血の争いが起こった。この紛争は1254年のヴュルフェリヒスカンプでの戦いでパーダーボルン司教ジーモン1世が捕虜となり、ブリーロンに対する権利を断念したこと（1256年）で 終結した。この紛争はおそらく主に経済上の利害から生じたものであった。すなわち、ブリーロン地方で採掘・精製される鉛、鉄、銀、スミソナイトといった地下資源をめぐって起こった紛争であった。
ケルン選帝侯の将軍ヨハン1世フォン・プレッテンベルクは1307年頃に大規模な財産調査を行った:
1. ブリーロンは大司教領であり、この地に存在する裁判所に属している。これは、かつては4マルク、現在では10マルクをもたらす。
2. 大司教は10以上の教会区（名称は不明）をカバーするゴー伯領を有しており、毎年16マルター、ケルンの単位では70マルターのオートムギが収穫できる。さらにブリュヒテンなどから毎年5マルク、各戸は1羽のニワトリを支払う。これは将軍の収入となる。
3. 大司教は年間20マルター、ケルンの単位では100マルターの穀物を収穫するホルツツェーンテンを有している。リューテン市民 Gotfridus de Olde がこのツェーンテンを治めている。彼は、任期は7年間であると述べている。
4. 大司教は、年間60マルター以上、ケルンの単位で300マルター以上の穀物を収穫するツェーンテンをレデリケに有している。これは、ヴィッケルスに100マルク・ゾースター・プフェニヒの借金の担保として委託されている。
5. 大司教は、ブリーロンのベーデから年間100マルクを受け取っている[11][12]。

ここに示した権利が後のアムト・ブリーロンの萌芽となった。

### 市の発展
この街は1252年にフェーメとも呼ばれる秘密裁判からの独立特権を獲得した。この権利は1272年に更新された後、1302年に戦争のため街道が危険であるという理由で大司教ヴィクボルトにより「Privilegium de non evocando」（不移管権）という名称で再度更新された。ブリーロンは1256年から1304年まで独自の硬貨を使用していた。ブリーロンの商人たちは1289年に独自の規則を制定した。ケルン大司教ジークフリートはブリーロン市民に対して1294年に、アルテンフェルス城 (castri nostri Aldenuels) での奉仕の代償として、市民に危害を加えず、すでに受けた被害を8日以内に補償すると述べた。
1297年に初めてブリーロンの医者がラテン語文書に記録されている。市長と参事会は2月19日に、ゾーストの医師ヨハネスの息子で、ブリーロンの医師にして「ユダヤ人」と呼ばれるヨハネスが (… Johannes dictus Judaeus medicus noster coopidanus filius quondam Johannis medici de Susato …) ある土地を放棄してヴェルヴァー修道院に財産として移譲したと記している。ブリーロン市民ゴットフリート・フォン・フェルネーケンブローケ（父）は1313年10月24日にデルカー通りのハンス・フーデコイルスの家とヘンリク・ゼメデの納屋との間に病院を設立した。彼はこの他に様々な土地を寄進した。運営はブリーロンの教区付き司祭クリスティアン・フュリングとその後任者がその任を担った。公証書類には、ケルン司教区の聖職者ヨハネス・オイゼビウス・エーフェンスビー・デ・ブリーロンの創建と記録された。ケルン大司教ハインリヒは1323年にブリーロンの教区付き司祭に対して、疫病の流行を防ぐために、今後は聖ニコライ礼拝堂の墓地を使用するよう命令した。彼は礼拝堂と墓地の使用禁止令を解除した。聖霊病院は市の慈善施設であった。この施設は1384年に現在のヘーフェナー邸の場所に建設された。ヤコブス兄弟団は1431年にブリーロンで結成された。この団体はマルクトの聖霊病院で働いた。
交易や大きな取引が成功するために、ハンザの一員であることは不可欠であった。ブリーロンが加盟した精確な日付は判っていない。1255年の文書にはゾーストと共同での商取引が記載されている。ヴェストファーレン・ドリッテルの一員としてゾーストは、ブリーロンをその付随都市として下位に置いていた。ブリーロンはハンザ内で重要な役割を担うことなく、1669年に脱退した。ブリーロンは発展するにつれ、人口約3,000人を有し、活発な商人と城吏の暮らしがあり、交易関係が遠くにまで及ぶ、ケルン大司教支配下の繁栄した都市の1つになった。1350年には、この街には500軒から600軒の家があった。この頃ブリーロンはゾーストやヴェルルと同様にヴェストファーレン公領の都市に対して支配的地位にあった。1444年にゾーストが除外された後、ブリーロンはヴェストファーレン公領の首都4都市の1つに昇格した。ブリーロンは領邦議会で都市部会の理事を務めた。ブリーロンの市文書館はその書記役となった。議事録の保管は市文書館の責務となった。議事録は教区教会の塔の保管庫に保管された。いくつかの株主の一族がザウアーラントの鉱石採掘、精錬産業や多くの鍛造工場に大きな影響力を有していた。
市は1362年に戦争規則を制定した。その中には市の防衛施設における防衛規則も定められている。その兵器規則には、防衛のために全市民が鐘を鳴らし、柱に幟を掲げるよう定められている。市長と参事会がこれを指示する。予め自己判断で行動すべきではない。「市の活動のために負傷したものは補償を受けることができる。参事会の指示に逆らった場合は罰金刑に処せられる。戦いが終結する前に逃亡した者については、その体と財産を市が没収する。同様に、警報に応じて現れることができる状態なのに現れなかった者は罰金刑。こうした場合の判決は、市長と参事会が行う。」最初のブリーロンのシュナーデツーク（パレード）はケフェレケとヴィリンゲンとの境界に向かって行われた。1417年に、ヴェストファーレンで最も古い、ブリーロンの射撃団規則が制定された。仕立屋は1423年、靴職人と革なめし工は1428年に、それぞれ固有の規則を定めた。1435年に、荒廃した農場地は2年以内に再興されない場合没収するという規則がディートリヒ大司教によって発令された。この規則は1450年、1509年、1515年に改訂され、より厳しくなった。ディートリヒ大司教は1448年に市が果たした忠実な奉仕に対して間接国税特権を与えた。ケルン大司教ヘルマンは1480年に市の特権が有効であることを確認した。
1300年頃に存在していたいくつかの村や独立農場が時代とともに廃村・廃農場となった。

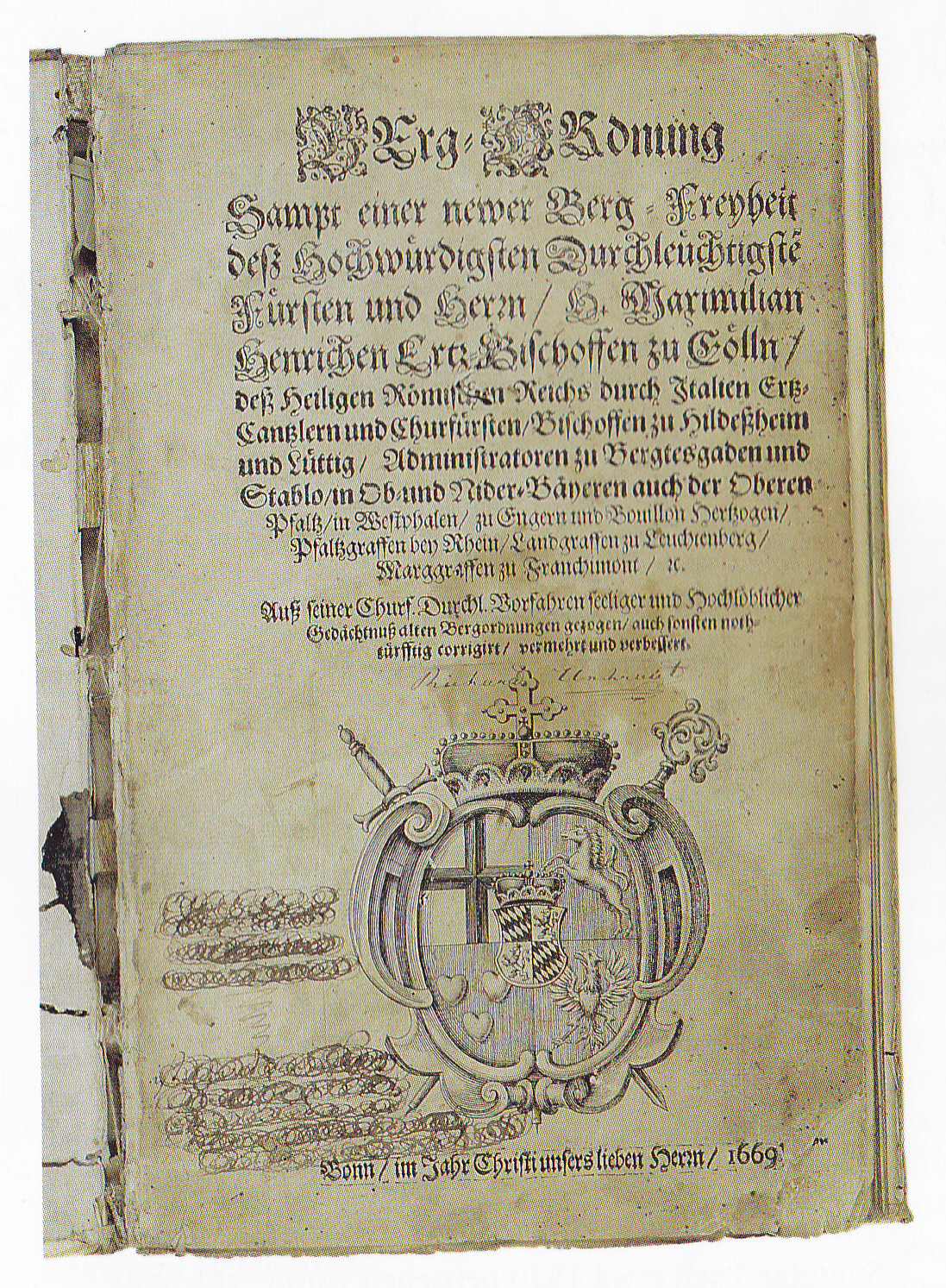
1669年のケルン選帝侯鉱山法

### 近世
フンペルト鐘鋳造所は、1506年にブリーロン市民の鐘を鋳造した。現在も11月11日から4月30日まで、20:55から21:00に市民の鐘が鳴らされる。この「シュネーロイテン」（雪の鐘の音）と呼ばれる音で、道に迷った人もブリーロンの方角が判る。市は1524年に裁判所とアルテンビューレン村を建設した。1561年に教区教会の塔の屋根が落雷によって破壊された。三十年戦争はブリーロンに後世にまで残る悪影響を及ぼした。1632年にこの街はヘッセン軍に占領された。薬剤師のテオドール・クリスティアーニは1662年に初めて市の広報誌を記述した。クリスティアーニは医師でもあった。彼の後継者メルヒオール・ニートハルト・グローナウはデルカー街で薬局を経営した。グローナウは油、酢、棒鱈、魚油、茶、石けん、ニシンなども商った。彼はビールを醸造し、火酒を販売した。市参事会とブリーロンに住むフランチェスコ会修道士との間の3年間に及ぶ交渉の末、1655年に修道院学校としてペトリヌム・ギムナジウムが設立された。これはヴェストファーレンで最も古いギムナジウムの1つである。この修道院と学校は、ケルン大司教マクシミリアン・ハインリヒによって認可された。1655年1月15日、リューテン、ゲゼーケ、ゾーストは、ヴェストファーレン公領の都市の中でブリーロンを最も優位とすることを確認した。1657年にブリーロンは、アムト・ブリーロン全域の雑貨を独占的に取り扱う選帝侯の特権を獲得した。

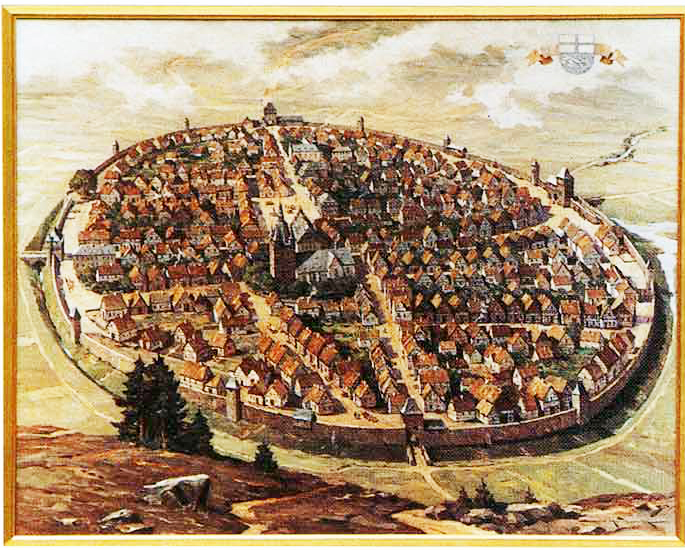
1720年頃のブリーロン市

15世紀の紛争や戦闘行為がこの街の経済的衰退を招いた。17世紀から18世紀の戦争は、それまで繁栄を謳歌していたこの街に語りきれないほどの不幸をもたらした。それでもこの街と周辺地域は18世紀後半から鉱山の街として一定の重要性を有していた。ヴェストファーレン公領の鉱山管理部門はブリーロンに本部を置いていた。1700年以前の都市火災は知られていないが、18世紀から19世紀には何度も大火災に襲われた。1707年、1721年、1742年、1746年、1758年、1791年の火災は500棟以上の建物を破壊した。ブリーロンが1727年に赤痢に苦しめられたことが、文書に記録されている。それ以前にも、それ以後にも、不十分な衛生状態によって疫病が繰り返し流行した。最悪の感染形態を示したのが赤痢であった。この病気は血液の混じった下痢を起こすのでこう呼ばれる。死亡率は高かった。1742年8月19日の大火では、159軒の家屋、12棟の納屋、数多くの家畜小屋や付属建造物が焼失した。火災は街の北辺から起こり、北西風によって街を横切って燃え広がった。この火災で2人が死亡した。さらに、オーベレス街で47軒、クロイツィガー街で44軒、ニーデレス街で118軒の被災家族あるいは被災者を出した。

#### ロバの街
18世紀から19世紀にブリーロンでは、並外れて多くのロバ (ドイツ語: Esel) が飼われていた。このため、近隣の住民からブリーロン市民は「エーゼル」（「間抜け」という意味もある）という呼び名で嘲弄されていた。ロバはウマと同じように荷車やソリを牽いたり、薪や荷物を背に乗せたりして使われた。周辺の悪路はウマでの輸送には適していなかった。七年戦争の時代、1760年に110頭のロバがいたが、1777年には181頭、1837年には223頭と増えていった。1850年以後、道路状況が改善されるにつれ、ロバの飼育数は減少していった。

### 近代
ニコライ教会は1782年に完成した。1792年に市防衛施設のいくつかの部分が取り壊され、石材は他の用途に転用された。クネーゼベックの少尉は1797年にヴェストファーレン公領の地誌でブリーロンについて以下のように報告している:「家々は粗末な造りで、その屋根の多くは藁葺きである。数年前に焼失して新たに建てられたものは例外である。この街にも市壁はあるが、すでに多くの場所が崩れ落ちている。」さらに、「街の通りには一面に家畜の糞が散乱しており、ほとんどまともに歩くこともできず、不健康な空気と悪臭の原因になっている。住民が明るくなる唯一の楽しみが、日曜日の昼間に的をねらって射撃を行うことである。」

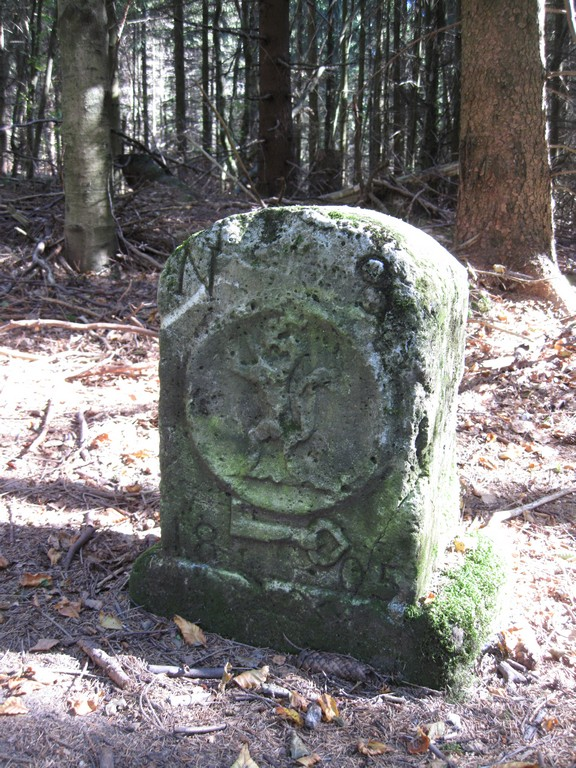
ヘッセン＝ダルムシュタットの獅子を刻んだブリーロン市とヘッセン＝ヴァルデックとの境界石（1805年）

ナポレオン時代、1802年にブリーロンはヘッセン＝ダルムシュタット方伯領となった。1803年にフランチェスコ会修道院が閉鎖された。教会や修道院の備品は競売にかけられた。建物は兵舎に転用された。1804年に参事会はヘッセンのアルンスベルク管区の役所から埋葬地を市壁の外に設け、教会横の埋葬地を廃止するよう求められた。当時まだ、街は中世の防衛施設の外に広がっていなかった。多くの嘆願と市側からの抗弁の末、1807年初めに市の北側にあたるクロイツィガー・ヴァルデマイの一画に埋葬地が設けられた。この埋葬地は、現在の市の墓地の古い部分にあたる。ヴェストファーレン公領は1807年に18のアムトと282のシュルトハイセンベツィルク（直訳すると町村長管区）に分けられた。
1816年のウィーン会議後、ブリーロンはプロイセン王国ヴェストファーレン州の一部となり、1818年にブリーロン郡の郡庁所在地となった。これによりブリーロンは役所と学校の所在地として新たな重要性を帯びた。交通路の拡充や都市政策が手工業や産業の急速な発展を促した。ヴェストファーレンのオーバープレジデントであったルートヴィヒ・フォン・ヴィンケは、1817年に宰相のカール・アウグスト・フォン・ハルデンベルクに対してブリーロン住民について以下のように報告している: 「彼らは粗野で力強い性格で、普通の山岳部の住民よりも大変に生産的、活動的で賢い。山に住む人々は通常極めて倹約家であるため、裕福さの度合いが低い状態でも、これを甘受することができる。」ブリーロンの市長職は1826年に設けられた。その後1831年の市条例に基づき業務を行った。1808年、1849年、1852年、1853年、1856年、1877年、1886年に大火が記録されている。いずれの火災でも多くの建物が炎の犠牲となった。1762年からブリーロンにハインリヒ・フンペルト鐘鋳造所（1918年からはアルベルト・ユンカー鐘鋳造所）が存在している。この鋳造所は、1929年から1933年まで世界初の鐘鋳造学校を運営していた。

### 20世紀から21世紀

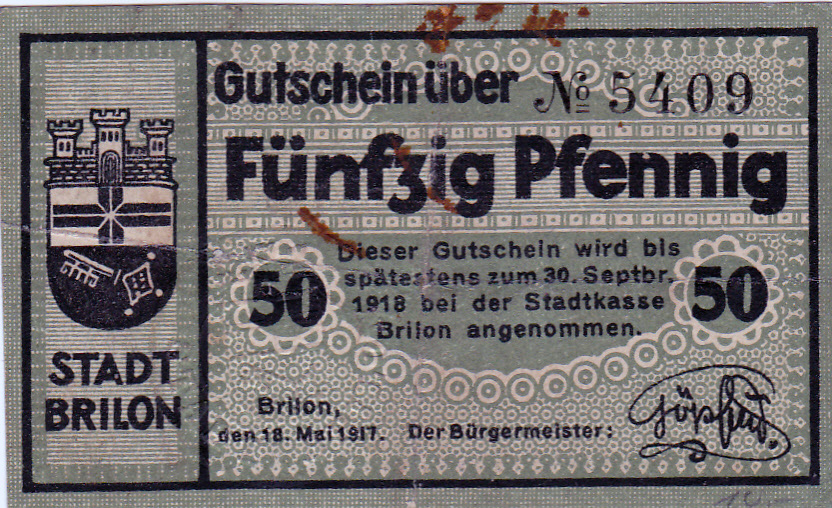
1918年の50プフェニヒ緊急通貨

#### 第一次世界大戦とその後
20世紀初め、この街の人口は約5,000人であった。経済復興にもかかわらず人口流出が加速した。第一次世界大戦では195人の男性住民が死亡した。この頃、経済的な障害が住民生活に影を落とした。その後の1923年のインフレーションでブリーロン貯蓄銀行は緊急通貨紙幣を発行した。5000万ライヒスマルクから100兆ライヒスマルクまで様々な紙幣がブリーロンのアルブレヒト印刷所で印刷された。
1921年にブレメッケタールに坑内ランプ工場が設立された。1925年にこの工場の製造プログラムは微修正が加えられ、拡張された。後にドミニト社となるこの工場は、当時のブリーロン郡で数十年間にわたって最大の雇用主であった。ホペッケ蓄電池工場は1928年に生産を開始した。1937年ノルテ家具の工場が設立された。1933年から1939年に人口は7,154人に増加した。

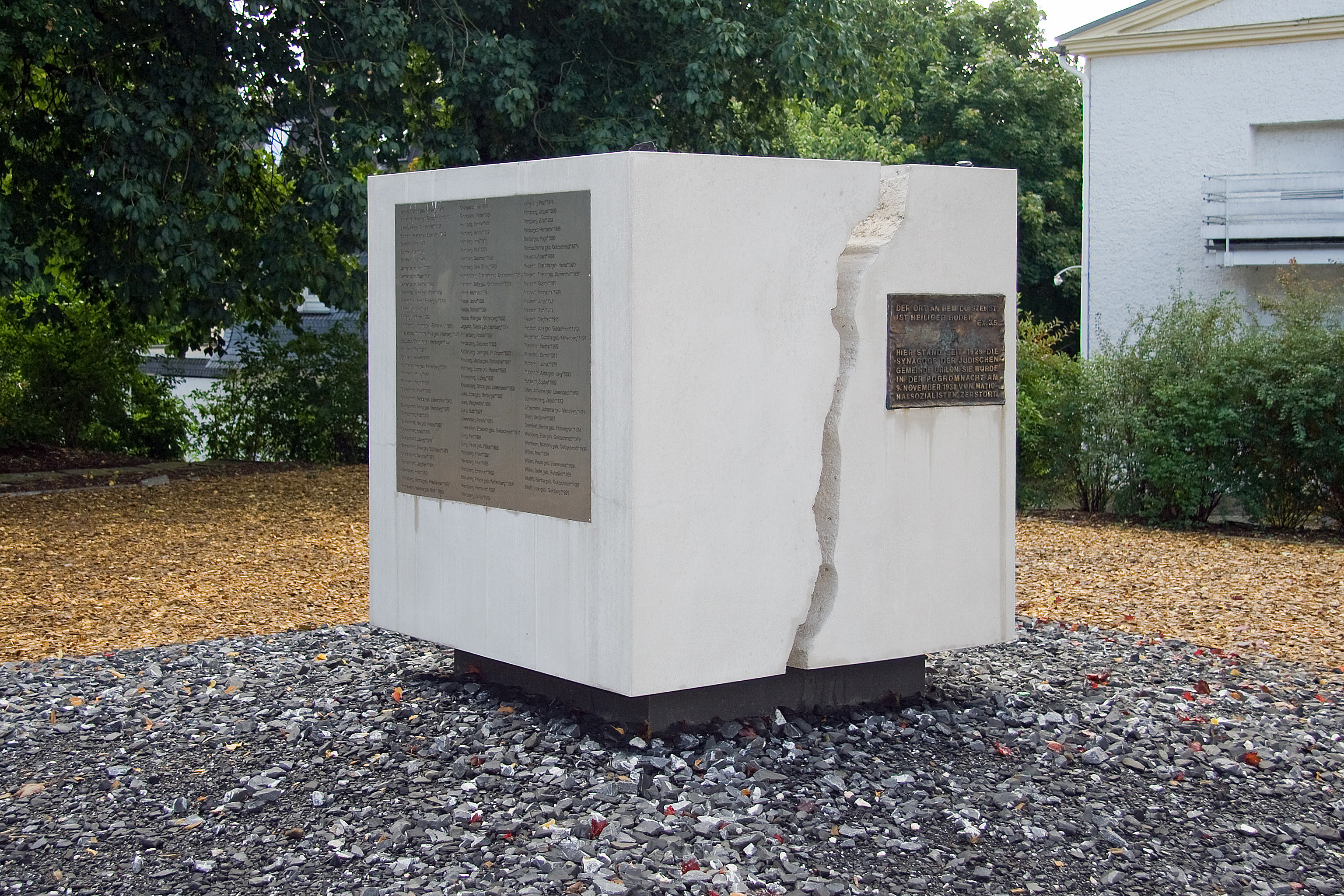
ブリーロンのシナゴーグ跡に建立されたユダヤ人追悼の記念碑

#### 国家社会主義と第二次世界大戦
絶え間ない行政の危機や経済的困難が NSDAP の躍進を助長した。ブリーロナー・ツァイトゥングの内容も「ノイアー・ガイスト」に合致するよう変わっていった。党略的な報告やたとえば、夏至・冬至祭や記念日などといったゲルマン礼賛的なニュースが圧倒的にローカル面を占めるようになった。指導者原理主義に有利となるよう、1934年1月1日に市議会と郡議会が解散した。市の開幕会議では、聴衆の第一列のほとんどがナチ党員の褐色のシャツで占められた。市当局は1938年に内密に防空配備計画を立案した。ナチ時代のユダヤ人迫害によって103人のブリーロン市民が殺害された。ブリーロンのナチ党員が放火したシナゴーグの広場に、殺害されたユダヤ人を追悼する記念碑が建立されている。ヨーゼフ・パウル・ザウヴィクニーは、市長としてニュルンベルク法の執行責任を有していた。迫害初期には、ユダヤ人は経済的ボイコットにあった。党事務所が大衆を扇動し、シナゴーグを破壊した「水晶の夜」でピークに達した。国家社会主義的テロがユダヤ人社会を抹殺した。1946年にブリーロンで生活するユダヤ人住民は2人だけであった。
第二次世界大戦でブリーロンは、1944年の秋までは連合軍の空爆に遭わなかった。ブリーロンおよびその周辺地区への最初の爆撃は特記するほどの被害をもたらさなかった。1945年1月10日にアメリカ軍爆撃機による攻撃が行われた。これにより道路は完全に毀損あるいは破壊された。特に大きな被害を受けたのがホペッカー通りとデルケーレ・マウアーであった。不発弾が首席司祭座教会の屋根を打ち破った。この爆撃で子供13人を含む合計39人が死亡した。その後2回の空爆でさらに4人が死亡した。1945年3月末、東に向かって逃げる軍人と民間人の一団がブリーロンを通り抜けた。外国人戦争捕虜が徒歩でこの街を通って行進させられていたのである。3月29日の16時頃、この街は、南から進軍してきたアメリカ軍に戦うことなく占領された。街には敗走してきたドイツ兵だけしかおらず、動員された国民突撃隊は戦闘準備を行っていなかった。国家労働奉仕団のレンツェルベルク陣地だけが、わずかに抵抗した。後に、ここで死亡した8名のドイツ兵が見つかった。市は市長職をアメリカ軍に委任した。占領直後から、空き地に周辺近郊から投降したドイツ人捕虜のための通過収容所が設けられた。アメリカ軍は3月30日に衣服や食品を備えたブリーロン・射撃ホールの大きな倉庫をブリーロンの戦争捕虜や外国人労働者のために開放した。開放後倉庫の略奪が横行したが、これにはブリーロンや周辺地域のドイツ人も加わっていた。倉庫の略奪後、市がケアしなければならない外国人捕虜が6000人から7000人街にいた。家庭や農場への略奪や襲撃が相次いだ。狩猟小屋への襲撃では1人が死亡した。その後外国人捕虜たちはアメリカ軍によってギーセンに移送された。占領の第一段階では、アメリカ軍セルビア部隊が20人のドイツ人補助警察官とともにブリーロンでの警察権を執行した。第二次世界大戦では、159人のブリーロン住民が兵士として、あるいは捕虜として死亡した。第二次世界大戦の犠牲者を悼み、デュッセルドルフの彫刻家ヴィルヘルム・ハネバルによる記念碑が教会広場に建立された。合計400人のブリーロン市民が戦争遂行のために死亡した。

#### 第二次世界大戦後
第二次世界大戦後ブリーロンは、新たに設けられたノルトライン＝ヴェストファーレン州の一部となった。1975年の市町村再編で14町村が本市に合併した。2009年、ヘッセン州とノルトライン＝ヴェストファーレン州との間で 55の耕牧地、合わせて 14 ヘクタールをブリーロン市に移譲する州間協定が締結された。ブリーロン市はこの移譲によるディーメルゼー町の土地および税の損失は39万ユーロ相当と算定した。この州間協定は2009年11月1日に発効した。

### 市町村合併
1975年1月1日、ノルトライン＝ヴェストファーレン州の市町村再編により、それまでアムト・テューレンに属していたアルメ、ボントキルヒェン、ホペッケ、マートフェルト、メッシングハウゼン、ネーデン、ラートリングハウゼン、リクセン、レーゼンベック、シャールフェンベルク、テューレン、ヴュルフテ、およびアムト・ビッゲに属していたアルテンビューレンとエスホフがブリーロンの市区となった。
ブリーロン＝ヴァルト、ペータースボルン、グーデンハーゲンは市町村再編以前から独立した町村ではなく、すでにブリーロンに属していた。当時ブリーロンはノルトライン＝ヴェストファーレン州で最も広い市の1つであった。

## 住民

### 人口推移

#### 各時点の市域における人口
| 年   | 人口（人） | 補記                                         |
| ---- | ---------- | -------------------------------------------- |
| 1784 | 2,592      | このうち 63人がユダヤ人                      |
| 1844 | 3,584      | このうち 111人が福音主義信者、84人がユダヤ人 |
| 1890 | 4,471      | このうち 231人が福音主義信者、95人がユダヤ人 |
| 1899 | 4,900      |                                              |
| 1925 | 5,849      |                                              |
| 1933 | 6,480      |                                              |
| 1939 | 6,959      |                                              |
| 1961 | 11,887     |                                              |
| 1966 | 14,305     |                                              |
| 1970 | 13,746     |                                              |
| 1974 | 14,437     |                                              |

(出典: )

#### 現在のブリーロンの市域における人口
| 年   | 人口（人） | 補記 |
| ---- | ---------- | ---- |
| 1961 | 21,286     |      |
| 1970 | 23,930     |      |
| 1974 | 24,796     |      |
| 1975 | 24,595     |      |
| 1980 | 24,533     |      |
| 1985 | 24,484     |      |
| 1990 | 25,303     |      |
| 1995 | 27,258     |      |
| 2000 | 27,347     |      |
| 2005 | 27,112     |      |
| 2010 | 26,335     |      |
| 2015 | 25,232     |      |

(出典: )

## 行政

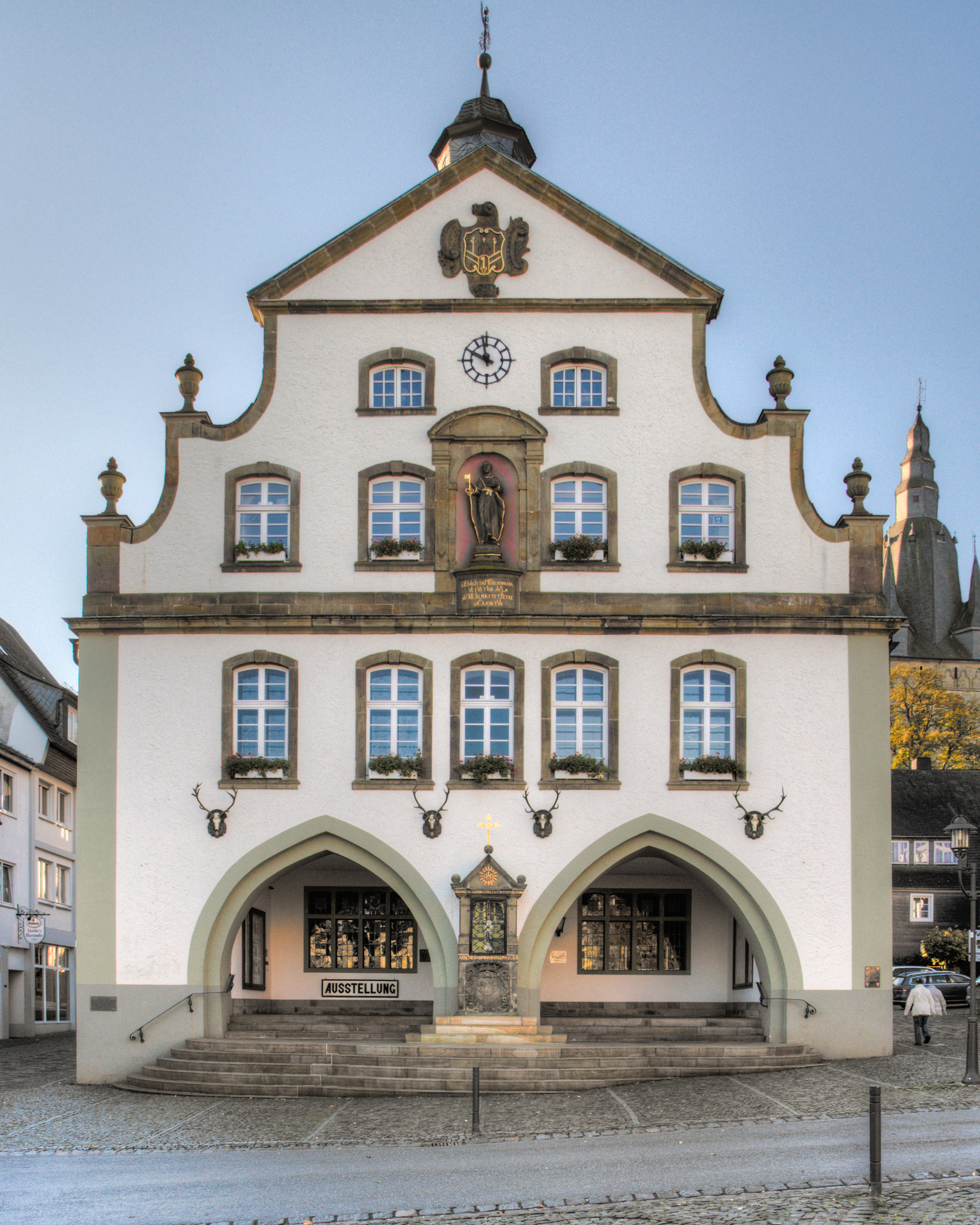
ブリーロン市役所

### 議会
ブリーロンの市議会は、38議席で構成されている。

### 首長
1945年以降のブリーロン市長を列記する。
| 任期                         | 名前                             | 補記                                                   |
| ---------------------------- | -------------------------------- | ------------------------------------------------------ |
| 1945年4月2日–1945年5月1日    | ヨハネス・マルティーニ           | （委嘱）                                               |
| 1945年–1946年                | ヴァルター・ディンクロー         |                                                        |
| 1946年–1948年                | ヴィルヘルム・シーフェレッケ     |                                                        |
| 1948年–1948年                | ヨーゼフ・シュトゥールドレーアー |                                                        |
| 1948年–1951年                | ヴィルヘルム・シュトラッケ       | Zentrum                                                |
| 1951年3月12日–1951年10月21日 | ハインリヒ・リューケ             | ヴィルヘルム・シュトラッケ療養のため代行               |
| 1951年–1952年                | ヨーゼフ・シュレッケンベルク     | SPD                                                    |
| 1952年–1956年                | アウグスト・ヘーケ               | CDU                                                    |
| 1956年–1958年                | ユリウス・ドレッシャー           | SPD                                                    |
| 1958年–1961年                | ヨーゼフ・ヴォルフ               | CDU                                                    |
| 1961年–1963年                | ユリウス・ドレッシャー           | SPD                                                    |
| 1963年–1973年                | フランツ・ヒレブラント           | CDU                                                    |
| 1973年–1985年                | ヨーゼフ・クラホルツ             | CDU                                                    |
| 1985年–1999年                | フランツ・ヒュルスホフ           | CDU                                                    |
| 1999年–2014年                | フランツ・シュレーヴェ           | SPD、初代専任市長、2015年1月11日からブリーロン名誉市長 |
| 2014年-                      | クリストフ・バルチュ             | SPD                                                    |

### 紋章
図柄: 銀地と黒地に上下二分割。上部は縁にまで達する黒十字。下部は黒地に向かって左上から右下に斜めに配された銀の鍵、鍵の歯は下を向いている。
解説: この紋章はケルン選帝侯のシンボルを描いている。上部の十字は領邦の紋章で、下部の鍵は守護聖人聖ペテロを象徴している。この紋章は1547年のブリーロンの審判人印章から作成された。この紋章は1911年1月28日に公式な認可を受けた。市町村再編後に拡張されたこの街は、1978年5月3日に改めて紋章の認可を得た。
この街の最も古い13世紀の印章には門のある市壁が描かれ、門の中に鍵が配されていた。現在の紋章が最初に使用されたのは、1547年の審判人印章であった。

### 姉妹都市協定
ブリーロンは4つの都市と姉妹都市協定を結んでいる。
- エダン（フランス語版、英語版）（フランス、パ＝ド＝カレー県）1965年
- フースデン＝ゾルデル（オランダ語版、英語版）（ベルギー、リンブルフ州）1971年
- サーソー（イギリス、ハイランド）1980年
- ブーコー (メルキシェ・シュヴァイツ)（ドイツ語版、英語版）（ドイツ、ブランデンブルク州）2003年

## 文化と見所

### 博物館

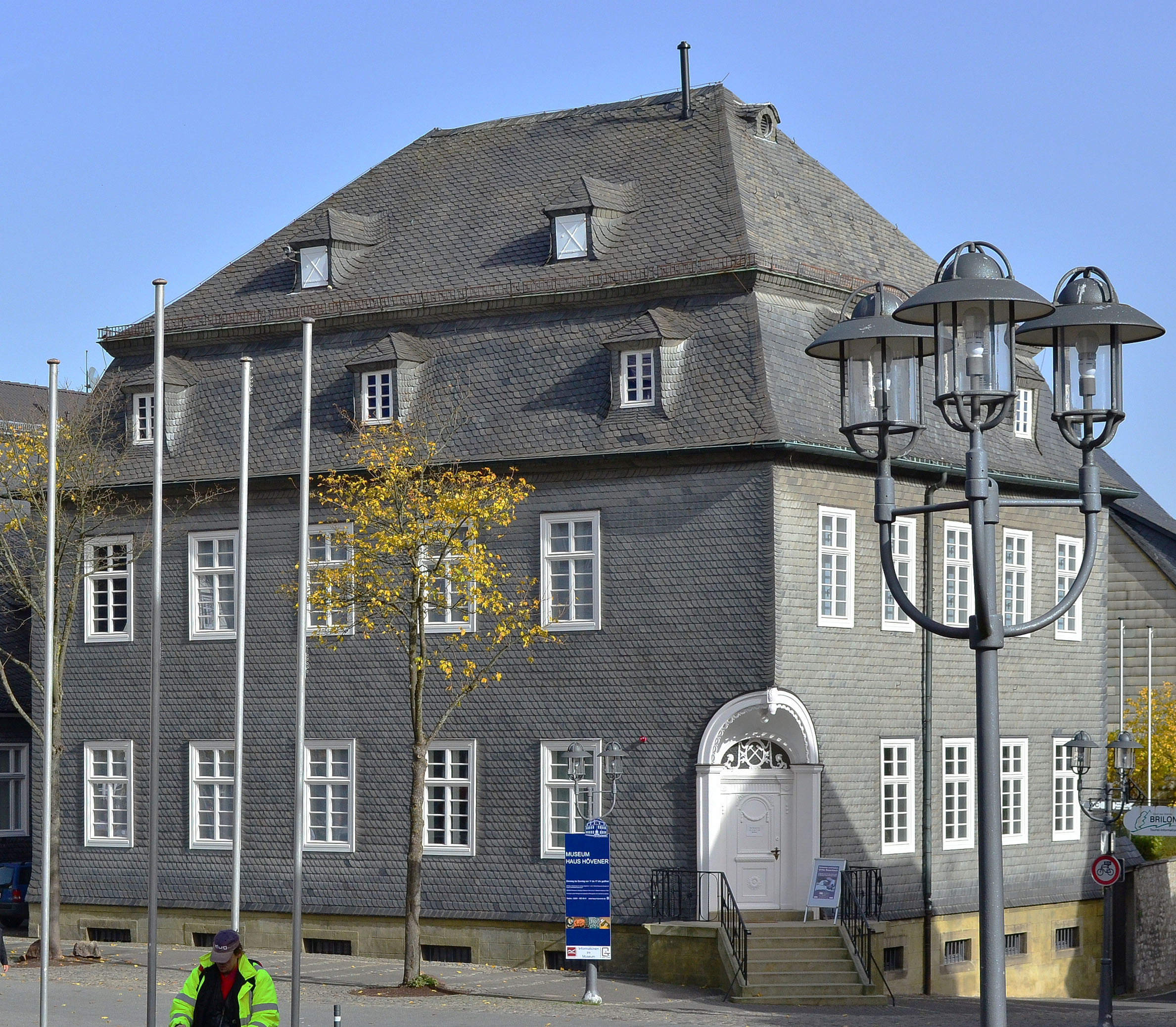
ハウス・へーフェナー博物館

#### ハウス・ヘーフェナー博物館
ハウス・ヘーフェナー博物館（旧ブリーロン市立博物館）は、東ザウアーラントの地質学的歴史の他に「最古のザウアーラント住民」を展示している。これは1978年にネーデン近郊で発掘された化石を元に復元された恐竜である。さらにこの博物館は、鉱山採掘や精錬を含む街の歴史を紹介している。この他、アルベルト・ユンカー鐘鋳造所の歴史も展示されている。ゲストの家にあるオーブンコレクションも市立博物館に含まれる。

#### アルテンビューレン村落郷土博物館
この博物館は、19世紀の寝室と居間を再現しており、昔の農具や職人の道具を展示している。さらに説明文や図説で村の生活を説明し、宗教用具を絵、本、文章で紹介している。第二次世界大戦終戦時のアルテンビューレンの破壊も図説されている。

### 建築
ブリーロン市庁舎は、ドイツで最も古い市庁舎の1つである。この3階建て漆喰塗り建築はおそらく13世紀半ばにツンフトハウスとして建設された。おそらくこの頃から1階に外壁と尖頭型アーチの二重アーケードが設けられていた。中央の柱には1688年のキリスト十字架像がある。二重に湾曲したバロック様式の破風はヴァルデックの建築家ヨハン・マティアス・キッツの設計に基づくものである。中央の壁龕には守護聖人聖ペテロの像が祀られている。屋根の上に小塔を戴くこの市庁舎は、その内部を1826年、1879年、1910年と何度も改築されている。
かつての市の防衛施設の門で現存しているのは、デルカー門だけである。現在の門は1750年頃にそれまでの門が崩れかけたため、ほとんど新たに建設されたものである。

#### 教会

##### 中核市区の教会

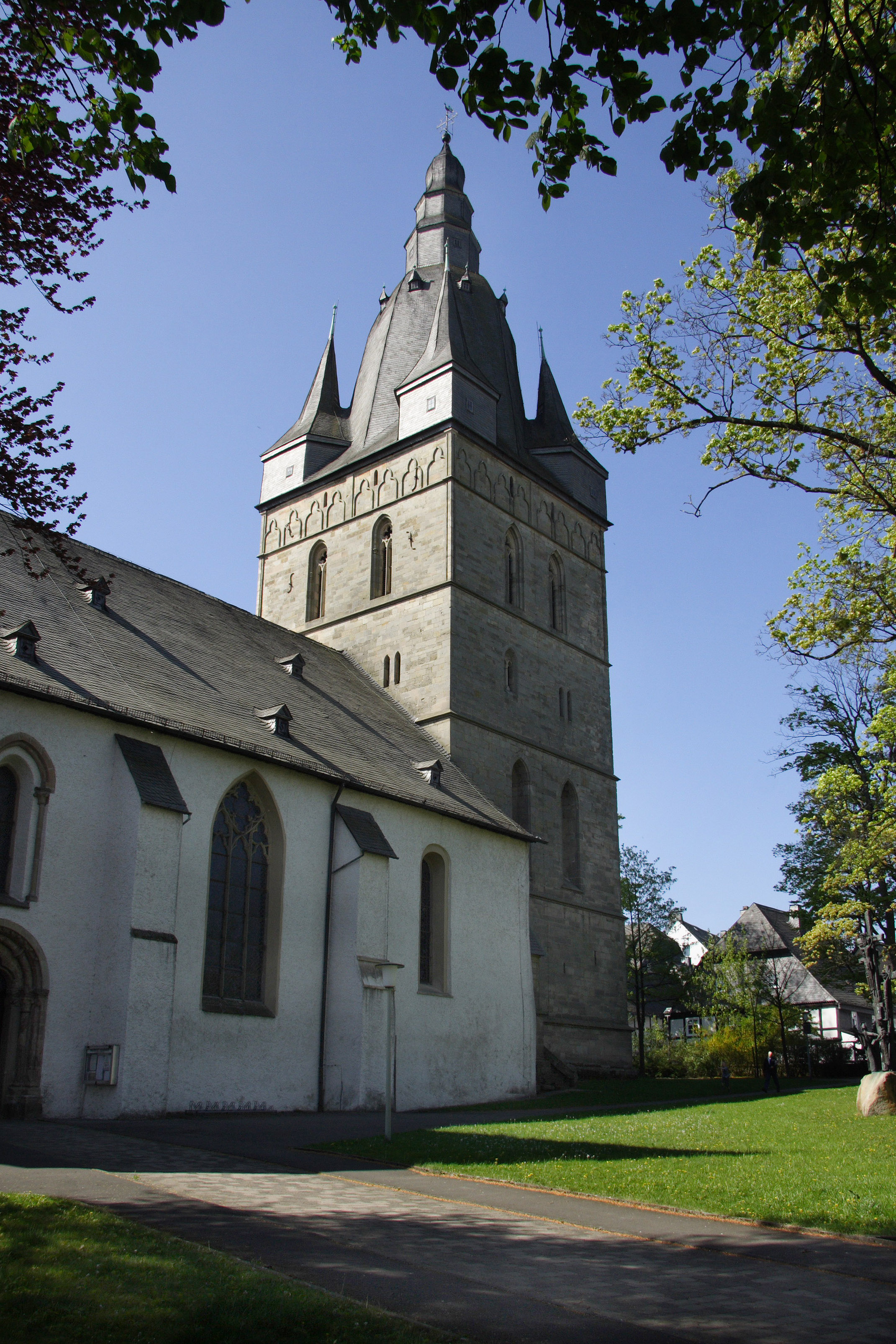
聖ペトルスおよびアンドレアス教会の教会塔

中核市区の象徴的建造物が、高さ 63 m の教会塔を持つ首席司祭座教会聖ペトルスおよびアンドレアス教会である。この教会は1220年から1450年に初期ゴシック様式で建設された。火災に遭った後、高さ 31 m のバロック様式の屋根が塔に新設された。
聖ニコライ教会は1772年から1782年にフランチェスコ会の修道院教会として建設された。その後現在の教会の麓にある礼拝堂が縮小された。この教会はバロック様式の調度を有している。
福音主義の市教会は19世紀に流入した福音主義のキリスト教徒によって1855年から1856年に建設された。この教会は、カール・フリードリヒ・シンケルの設計基づく「プロイセンの標準教会」である。
ロフスヴェルトヒェンには、ロフス礼拝堂がある。
旧ゲオルクス教会は、その一部がフーベルトゥス礼拝堂として現存している。
- 聖ニコライ教会の内部
- ブリーロン福音主義市教会
- ロフス礼拝堂
- フーベルトゥス礼拝堂

##### 他の市区部の教会
他の市区部にも、見応えのある教会があり、その多くが保護文化財に指定されている。
| 地区               | 教会の名称                             | 補記                                     |
| ------------------ | -------------------------------------- | ---------------------------------------- |
| アルメ             | 聖ルートゲルス教区教会                 | 1753年–1760年に建造                      |
| アルテンビューレン | 洗礼者聖ヨハネおよび聖アガータ教区教会 | 1553年建造                               |
| ボントキルヒェン   | 聖フィトゥス教区教会                   | ゴシック様式の聖母像を有する             |
| グーデンハーゲン   | 福音主義教会                           | 1962年建造                               |
| グーデンハーゲン   | 聖ミヒャエル教区教会                   | 近代建築様式による、1969年–1970年建造    |
| ホペッケ           | 新旧聖マリアの訪問教区教会             | 旧教会は1150年頃に建造                   |
| マートフェルト     | 聖マルガレータ教会                     | 1681年製の主祭壇を有する                 |
| メッシングハウゼン | 聖フィトゥス教区教会                   | 近代建築様式による、1967年–1968年建造    |
| レーゼンベック     | 新聖ラウレンティウス教区教会           | ネオゴシック建築、1854年建造             |
| シャルフェンベルク | 聖ラウレンティウス教会                 | バロック教会、1745年–1750年に建造        |
| テューレン         | 聖ディオニシウス教区教会               | 列柱バシリカ、1175年献堂                 |
| ケッフェルケ       | ケッフェルカー礼拝堂                   | 廃村となったケッフェルケ集落の最後の痕跡 |

- アルメ聖ルートゲルス教会
- アルテンビューレン洗礼者聖ヨハネ教会
- ボントキルヒェン聖フィトゥス教会
- ボントキルヒェン聖フィトゥス教会の聖母像
- グーデンハーゲンの福音主義教会
- グーデンハーゲン聖ミヒャエル教会
- ホペッケ聖マリアの訪問教会
- マートフェルト聖マルガレータ教会の主祭壇
- レーゼンベック新聖ラウレンティウス教会
- シャルフェンベルク聖ラウレンティウス教会
- テューレン聖ディオニシウス教会
- ケッフェルカー礼拝堂

#### 泉

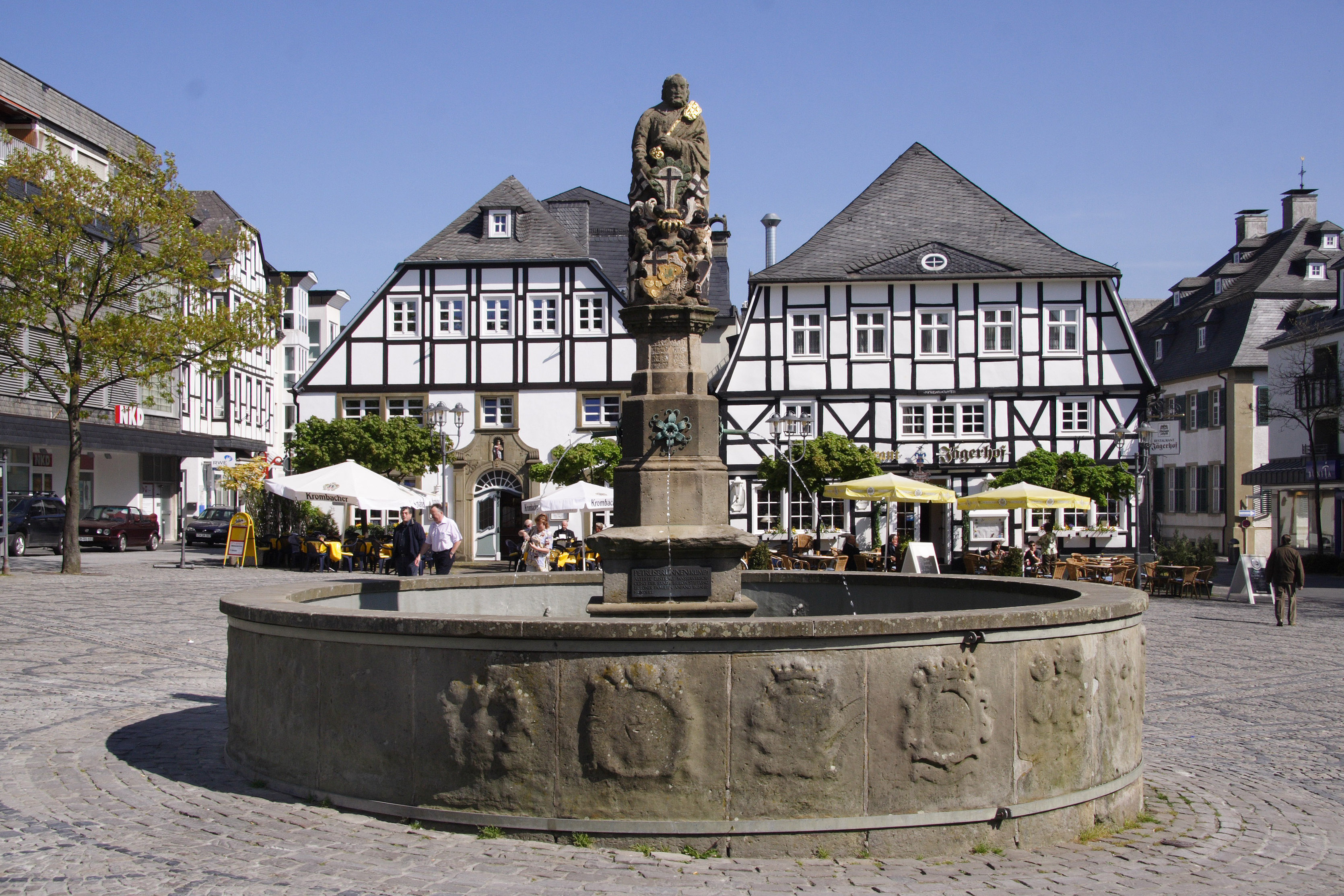
ペテロの泉（クンプ）。背後はマルクト10番地（左）と11番地（右）。

民衆が「クンプ」とも呼ぶマルクト広場のペトルスブルンネン（ペテロの泉）は、かつて街の中心的な水供給施設であった。涸れることのないポッペンベルクの水源からの木製水道はここで終わっていた。現在の姿になったのは1726年に泉の水盤が刷新された時からである。水盤は23個の砂岩の板で造られているが、その表面には紋章の痕跡を見ることができる。水盤中央の柱の上に、この街の守護聖人である聖ペテロの等身大の像が載っている。これは16世紀前半の先代の泉から引き継がれたものである。
市庁舎裏にある歴史の泉は、ブリーロンのシュナーデツークや、街に関連する様々なモチーフを刻んだ青銅製の中心柱を持つ。水盤の周囲には、ブリーロンの各市区の紋章の青銅プレートが装着されている。この泉はマートフェルトの芸術家テオドール・シュプレンガーによって制作された。
この他、内市街の泉には、福音主義市教会前ロータリーのヨーロッパの泉、シュルテハウス前のシュナーデの泉、バーンホーフ通りの市民の泉、区裁判所向かい側のアムトハウス前のパーペの泉、ミステマルクトの農夫の泉がある。ペータースボルン地区には分水界の泉が設けられている。この泉はこの付近を通るライン＝ヴェーザー分水界を象徴している。
- 歴史の泉
- ヨーロッパの泉
- シュナーデの泉

#### 家屋

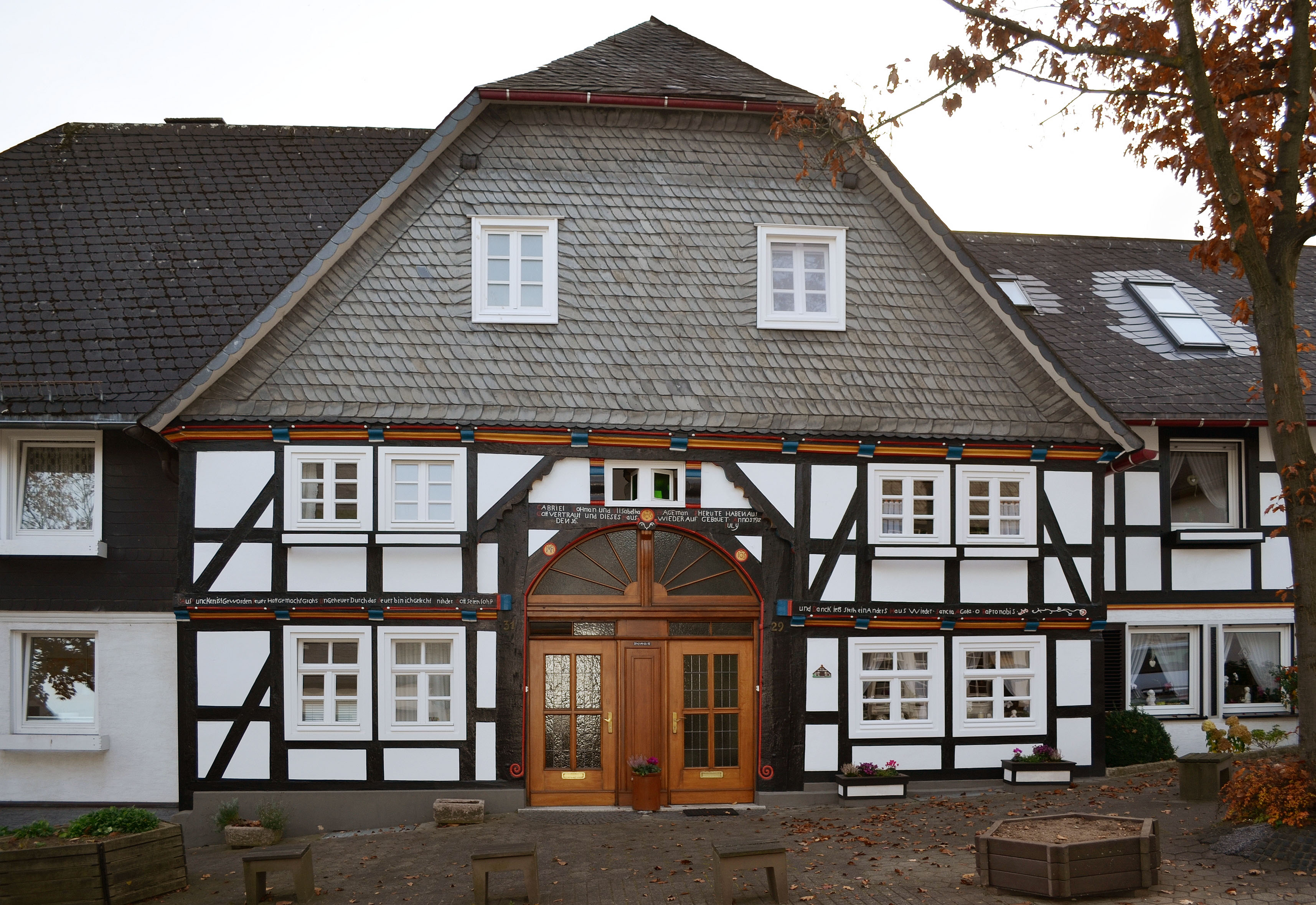
ニーデレ通り31番地

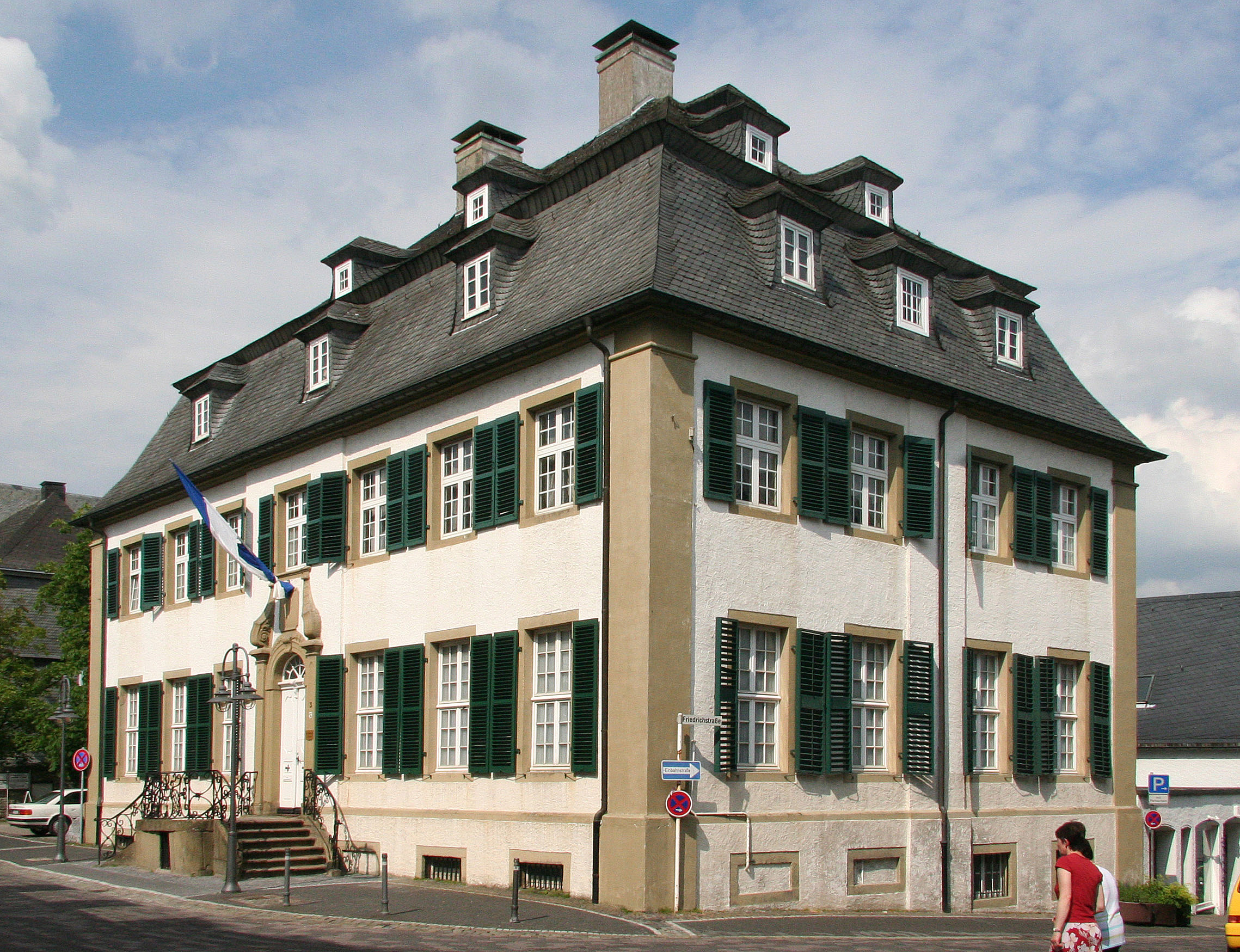
ソーヴィニー邸

- マルクト10番地: この漆喰塗り石造建築は、聖アガータを戴き、1792年の銘が刻まれた玄関を有している、この建物の精確な建造年は判っていないが、外壁はおそらく古い時代のものである。1953年に修復されたファサードは、1969年に撤去されたが、最終的に再び設置された。これにより完全に針葉樹で製作された木組みのファサードを見ることができる。現存する玄関は修復されて、組み込まれたものである。
- マルクト14番地（ヘーフェナー邸）: マンサード屋根を頂き、古典主義様式の玄関を持つこのスレート張りの木組み建築は1803年から1804年に建造された。内装の古い部分が現存している。
- ニーデレ通り 29/31番地: この木組みのディーレンハウス[訳注 1]は、1792年の銘を持つ。門の梁に記された銘文には、市街南部の106軒が焼失した1791年の壊滅的な火災について記されている。
- シュールガッセ14番地: 1431年に建造されたこの石造3階建ての建物は、1659年と1720年に木組み建築部分が増築された。上階部分には古い彩色の痕跡が遺っている。初めはおそらく貴族の館として建設されたこの建物は、市内で最も古い建物とみなされている。ここにはかつて、ザウアーラントの歴史研究のパイオニアとされるヨハン・ズイベルト・ザイベルツが住んでいた。
- シュール通り24番地: 1733年建造の細い木組み建築
- シュタインヴェーク3番地（ソヴィニー邸）: このマンサード屋根を戴く3階建ての漆喰塗り建築は、1752年に企業家アダム・エーバーハルト・ウルリヒのために、おそらくヨハン・マティアス・キッツによって建設された。調度や室内部分は当時のものである。裏庭には、スレート屋根のバロック様式の四阿がある。大きな石造りの事務棟や馬車庫が敷地内にある。その後市長のヨーゼフ・パウル・ソヴィニーがこの家に住んだ。現在の名称は、彼にちなんだものである。
- シュタインヴェーク7番地: おそらく18世紀半ばに建設された
- シュタインヴェーク26番地: シュルテンハウス。1767年に建設された木組みのディーレンハウスで、1962年から1965年に大規模な改築がなされた。

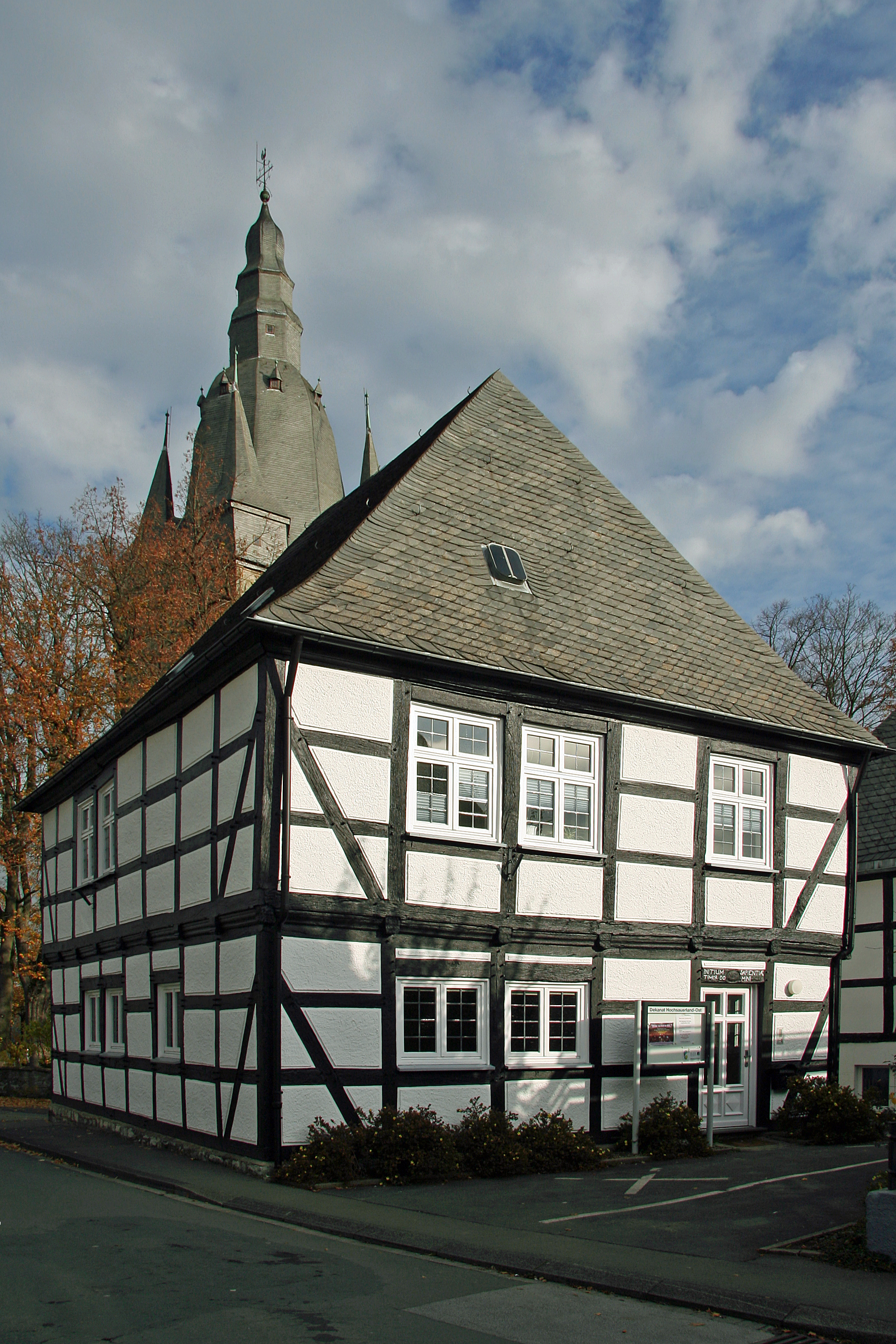
アルテ・シュールレハウス

- シュールガッセ14番地
- シュール通り24番地
- シュタインヴェーク7番地

#### その他の建物
- 区裁判所。3階建て漆喰塗りの後期古典主義建築。1877年建造。
- アルテ・シューレハウス（旧学校）。プロプスト＝マイヤー通り1番地。寄せ棟屋根を戴く17世紀の3階建て木組み建築。1725年に改築され、1972年に修復された。
- シュッツェンハレ（射撃ホール）。1924年建造
- ボールベルク。避難城砦施設、礼拝堂、墓地
- ユダヤ人墓地。ブリーロン、アルメ、マートフェルトにあった。その遺構は現在も保存されている。

#### ビルトシュトック
市内には、17世紀から18世紀に創られ、保護文化財に指定されているビルトシュトック（聖像を祀った路傍の祠）がいくつかある。特筆すべきは4つの市門の近くにそれぞれある祠である。これらには聖母が祀られている。街から出発する者は祠に挨拶し、街に帰る者は感謝を捧げた。1970年から1972年にルート・ラントマンは、空の祠のためにセラミックで近代的なマリア像を製作した。

### 公園

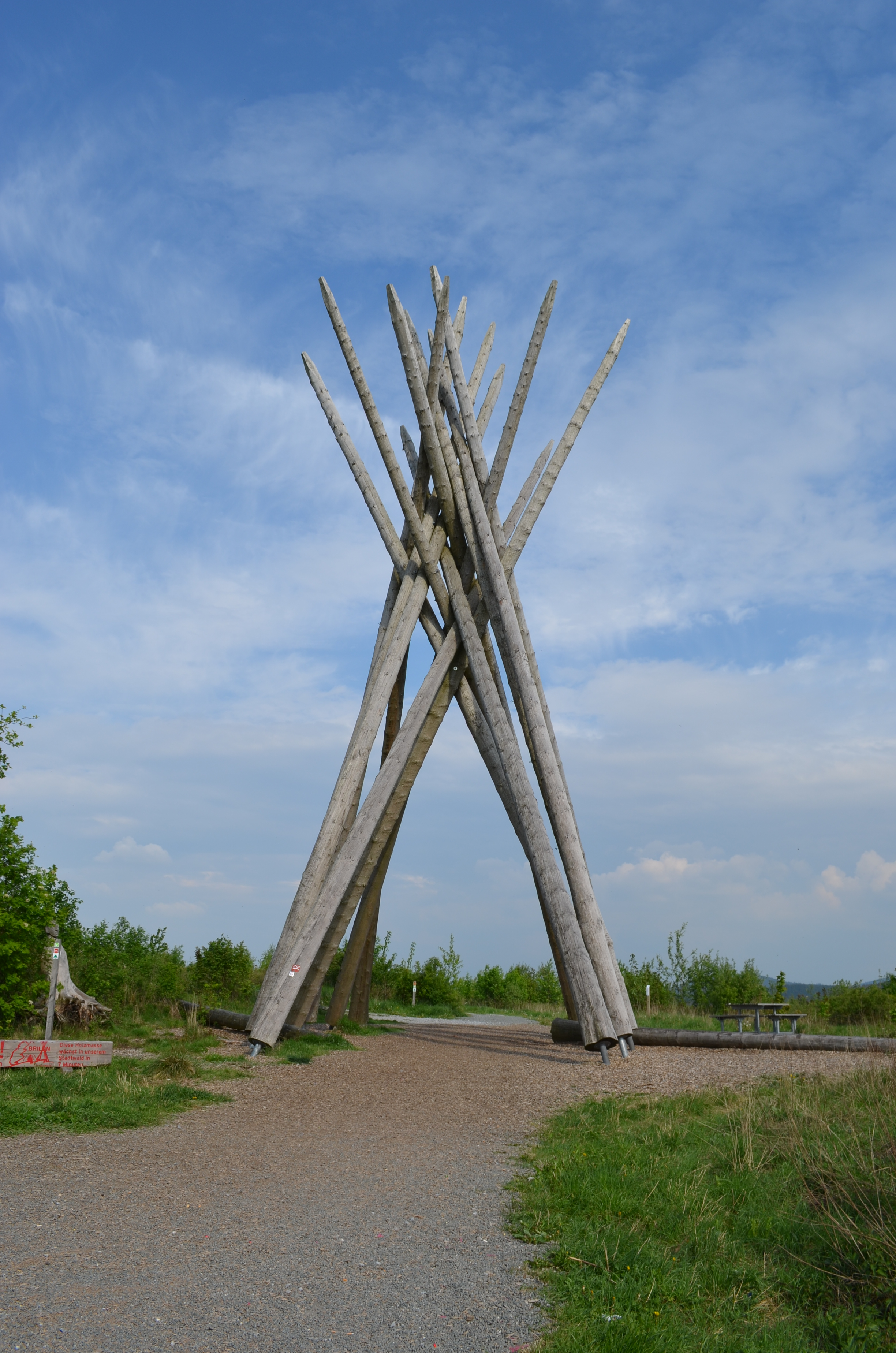
ポッペンベルクの森のキリル門

州指定のルフトクアオルト（空気の清浄な保養地）/クナイプクアオルト（クナイプ式水浴場の保養地）であるブリーロンにはクアパーク（湯治客のための遊歩公園）がある。クアパークは市域の南西部の川沿いにあり、南はポッペンベルクの森に至る。この森は南東部をグーデンハーゲン＝ペータースボルン地区近郊の山「グーデンハーゲナー・ポッペンベルク」に接している。この森は、2007年1月に暴風雨「キリル」によって甚大な被害を被った。ブリーロンの森は暴風雨「エマ」（2008年2月末から3月始め）によってさらに破壊された。この森の中にある2008年5月1日にオープンした公園には、5万本の植物と30種類の樹木が植えられている。入り口として、長さそれぞれ14 m のトウヒの木 14本で「キリル門」が造られた。
中心部の東に建つクライスハウス前に小さな「クライスハウスパルク」がある。この公園の南東端はドリューベル自然保護区につながっている、ドリューベルの「カルククッペ」（山）はカルクブヒェンヴァルトから見ることができる。
ブリーロンの市域南東部は、アルンスベルガー・ヴァルト自然公園の北西部にあたるディーメルゼー自然公園に属している。

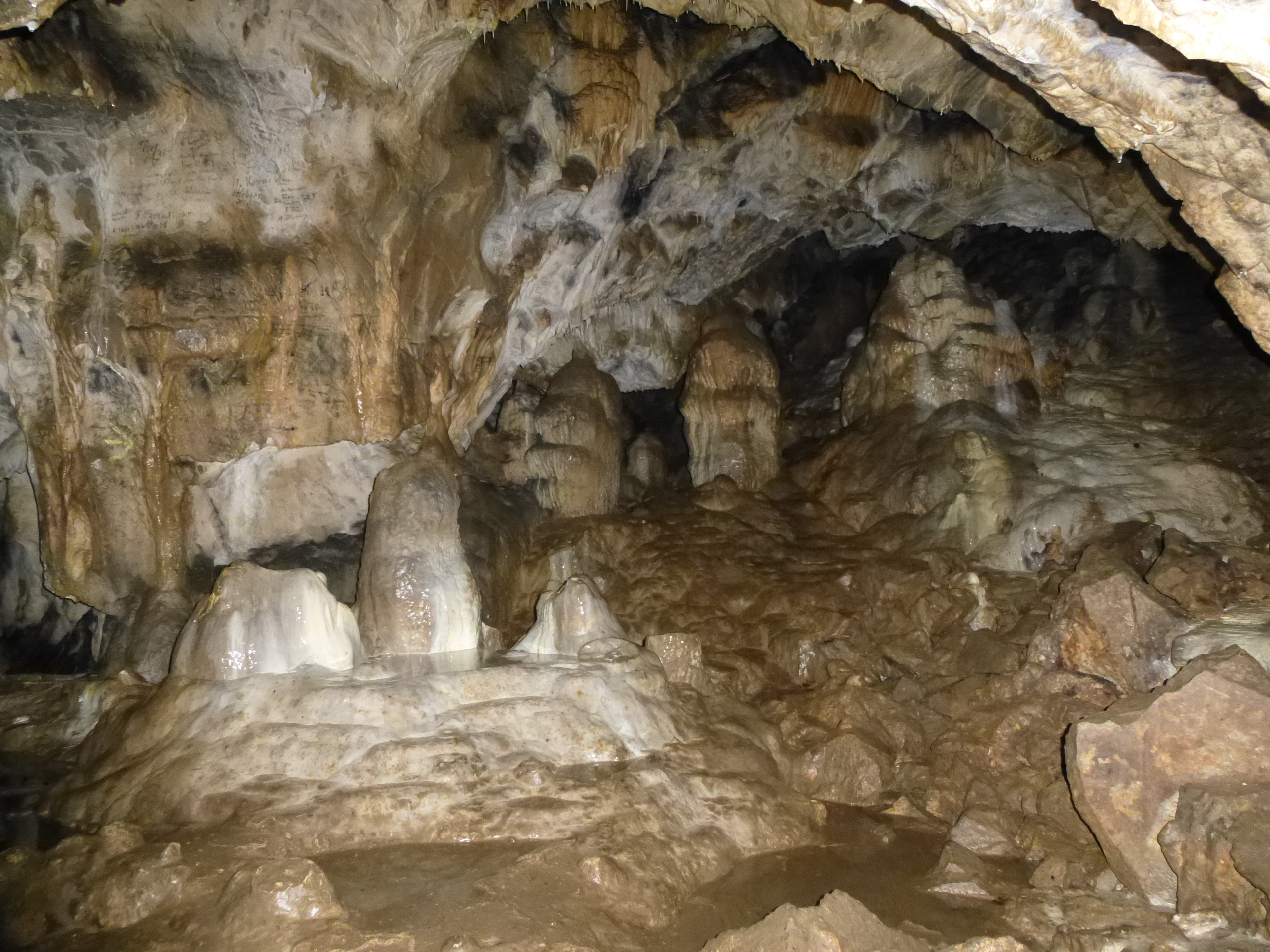
ホレンロッホ洞窟

### 自然文化財
- アルメ川（ドイツ語版、英語版）の水源
- ブリーロンのカルククッペン（採石場近く）
- ブリーロン高地のバッハシュヴィンデン
- レーゼンベック近郊のホレンロッホ洞窟

### 年中行事

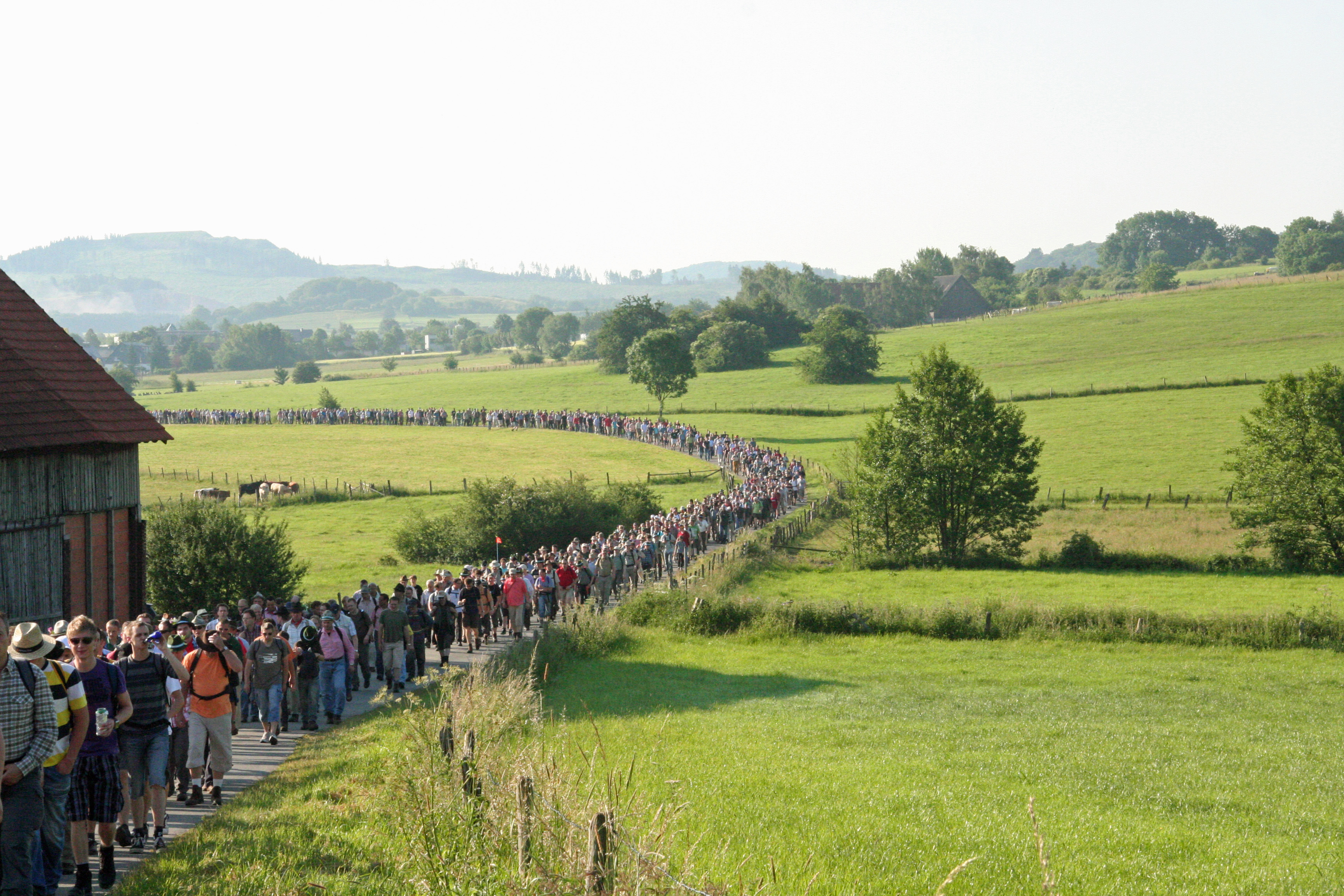
シュナーデパレード

ザウアーラント全域で同じだが、この街のハイライトは射撃祭である。中核市区ではヨハネの日に最も近い週末に射撃祭が行われる。おおむね6月の最終週末がこれにあたる。中核市区以外でも初夏に各地区でそれぞれの射撃祭が開催される。
2年ごとに、中核地区の射撃祭の月曜日にシュナーデパレードが開催される。1388年から行われているこの市境のパレードは、市境の約 1/5 を練り歩く。シュナーデパレードには何千人もの男たちが参加する。女性は、ツンフトのヴァルトフェストが行われるラーガープラッツで初めて参加が許される。
同じく伝統的なミヒャエリスキルメス（ミヒャエル教会祭）は、9月の最終週末に開催される。
他には、以下の祭やイベントが開催される:
- ブリーロン・オープン・エア（ストリートシアターと音楽ライブ）7月/8月
- 旧市街祭、8月末
- ヴァンダーヘルプスト（直訳すると「散策の秋」）、10月
- ジャズナハト（直訳すると「ジャズの夜」）、10月
- ザウアーラントヘルプスト（直訳すると「ザウアーラントの秋」）、毎年秋

- 射撃祭
- シュナーデのオープニング
- ミヒャエリスキルメス（マルクス広場）

## 経済と社会資本

### 地元企業

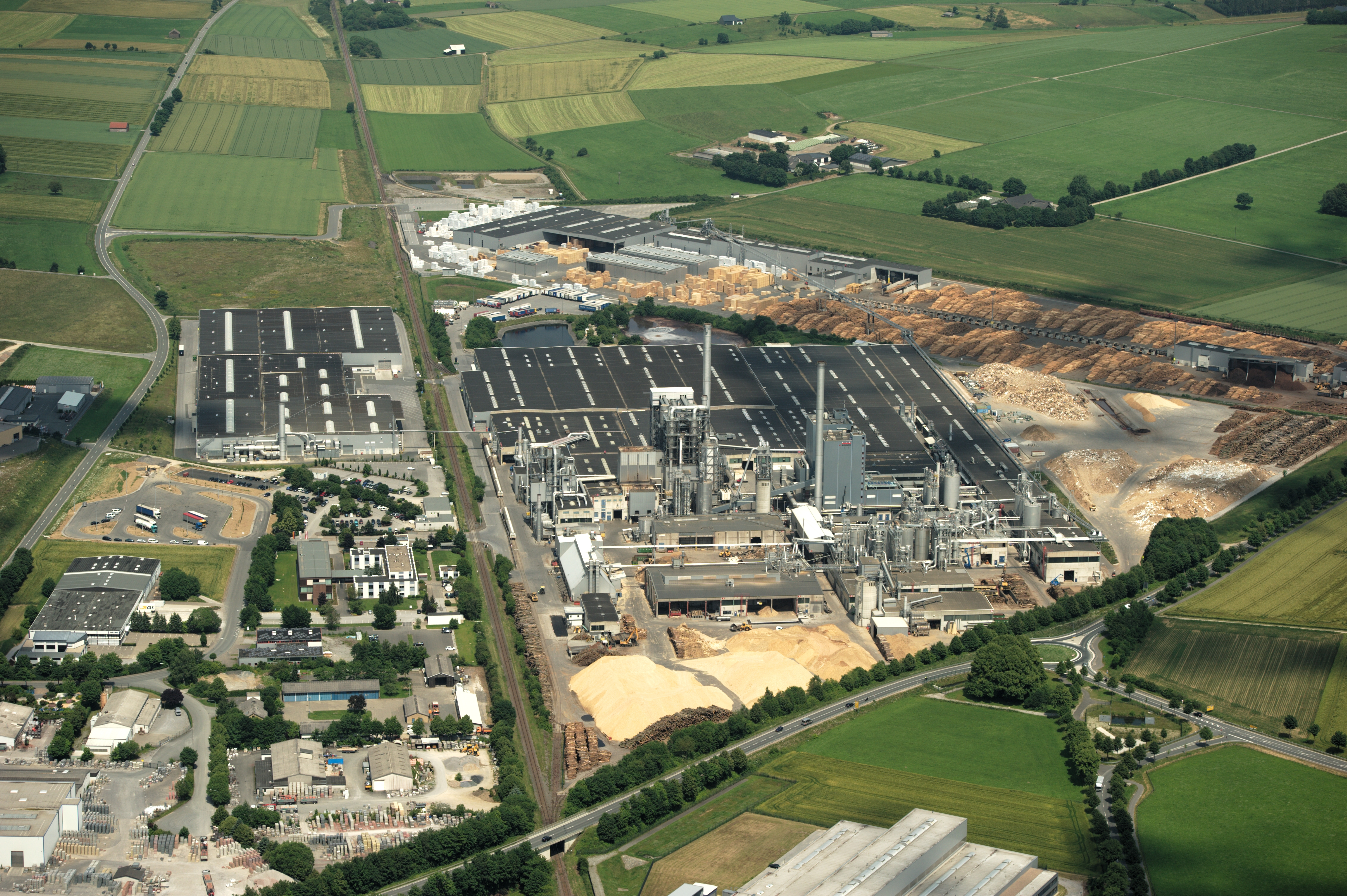
エッガー製材所

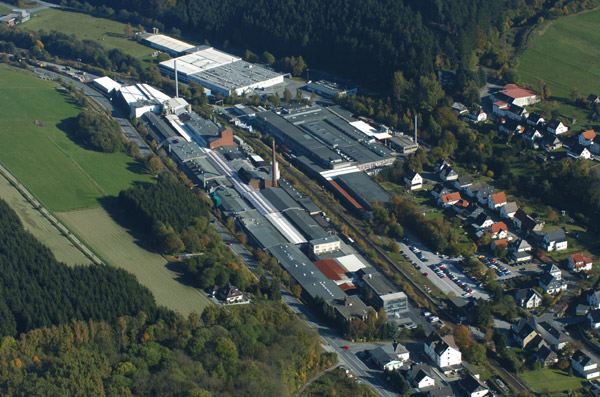
ホペッケ・バッテリー工場

- エッガー製材所ブリーロン GmbH & Co. KG: 中核市区の東に、オーストリアの企業エッガー・グループのパーティクルボード、ラミネート加工、製材工場がある。この工場は1990年に新設されたもので、生産廃棄物や主に外部から搬入される廃木材を燃料とする固有の発電所を有している。この工場には約1,000人の被雇用者が働いている。このうち30人は他分野からの研修生である[60]。
- ホペッケ・バッテリー GmbH & Co. KG（バッテリー製造）: このザウアーラントの家族経営企業は、ブリーロンの同名の地区に1927年にホペッケ・インドゥストリーバッテリーエンとして設立された。その後この会社は、ドイツ国内に10支店、世界中に16の子会社を持ち、合計1500人以上の従業員を擁する企業に成長した[61]。
- ABB AG、変圧器業務部門（分配変圧器の製造）: この工場は ABBコンツェルンに属し、120人の従業員が乾式変圧器を製造している。この工場は1921年に設立されたドミニトヴェルケ社を母体としている。中核市区の東に2010年にオープンした新社屋は、ホペッケ川の横谷であるブレーメケタールの旧ドミニトヴェルケ社に替わるものである[62]。
- コンデンザトール・ドミニト GmbH: ブレメッケタールにあるこの企業は、無効電流補正や過変動抑制ネットフィルターのためのコンデンサ装置を製造している。報告によれば、この企業の2011年現在の売り上げは 1200万ユーロ、従業員数 45人である。この企業は2005年にABBコンツェルンから分離されたABB-シャルトアンラーゲン GmbH が改名されて成立した。この企業の起源は、やはり、ドミニトヴェルケ社である。ドミニトヴェルケ社では、1950年から無高電流補正用コンデンサ装置を製造していた[63]。
- ブリーロナー・ロイヒテン GmbH: 1978年に設立されたこの会社は、様々な種類の居住空間用照明器具の開発、製造、営業、販売部門を有しており、サービス業務も行っている。製品は、主に建築資材市場や家具店、ホームセンターで扱われている。エルターライン（ザクセン州）とブリーロンに合わせて 135人の従業員を擁している。このうち 85人がブリーロンで働いている[64]。
- ブリーロナー・モンタージュ・ウント・シュリュッセルフェルティヒバウ GmbH: 1966年から存在するこの会社は、産業建築、鉄鋼建築分野で業務を行っている。催事場やホールの仕上げ建築に携わっている[65]。
- F. W. オーヴェントロプ GmbH & Co. KG: オルスベルクに本社を置くこの会社は、住居メンテナンス用機械、器具、システムの製造を行っている。1980年に設けられたブリーロン支社は製造工場である。オルスベルクとブリーロンで合わせて約 800人の従業員を擁している[66]。
- インパルス・キューヒェン GmbH: イムプルスは、最初はアルノ AG の100 % 子会社で、低価格から中価格帯のキッチンプランを作成していた。2015年にシュタインホフ＝グループに買収された[67]。
- ブリーロンに本社を置くセントロテック・サブステイナブル AG は、エネルギー効率化建築技術に特化した上場会社である。
- ラインカルク・メッシングハウゼン GmbH & Co. KG

### 交通

#### 道路
ブリーロンは、連邦道 B7号線および B480号線で連邦道路網とつながっている。これらの道路は中核市区を通り、アルテンビューレン地区までの区間を共有している。この他に連邦道 B251号線と B516号線がブリーロンを始点あるいは終点としている。連邦アウトバーン A33号線（ビーレフェルト方面: 約 30 km 北のバート・ヴュネンベルク近郊）、A44号線（カッセル方面: 約 33 km 東のマルスベルク付近、ドルトムント方面: 約 35 km 北のゲーゼケ付近）、A46号線（ドルトムント方面: 約 15 km 西のベストヴィヒ付近）が利用可能である。

#### 鉄道

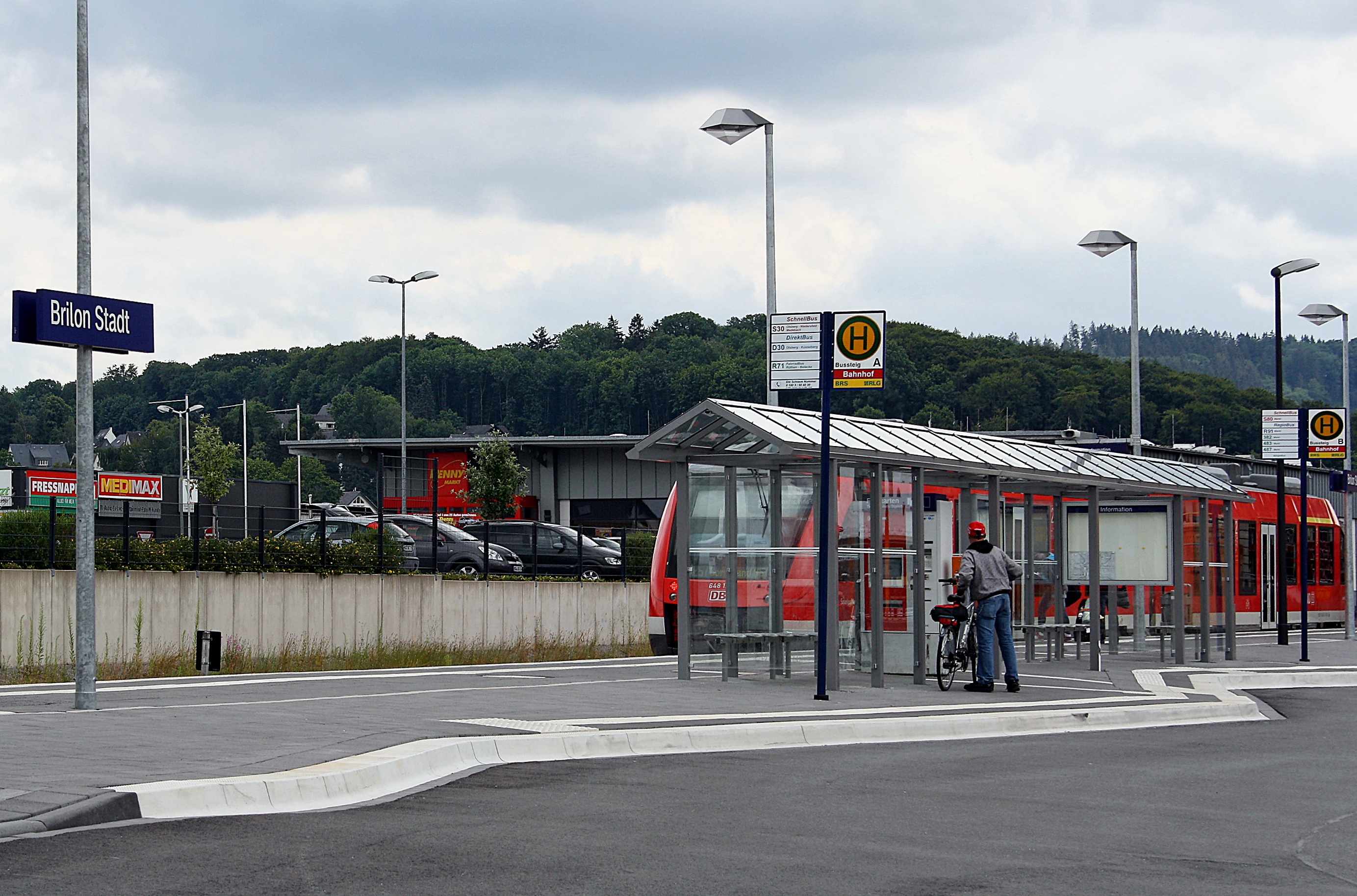
ブリーロン・シュタット駅

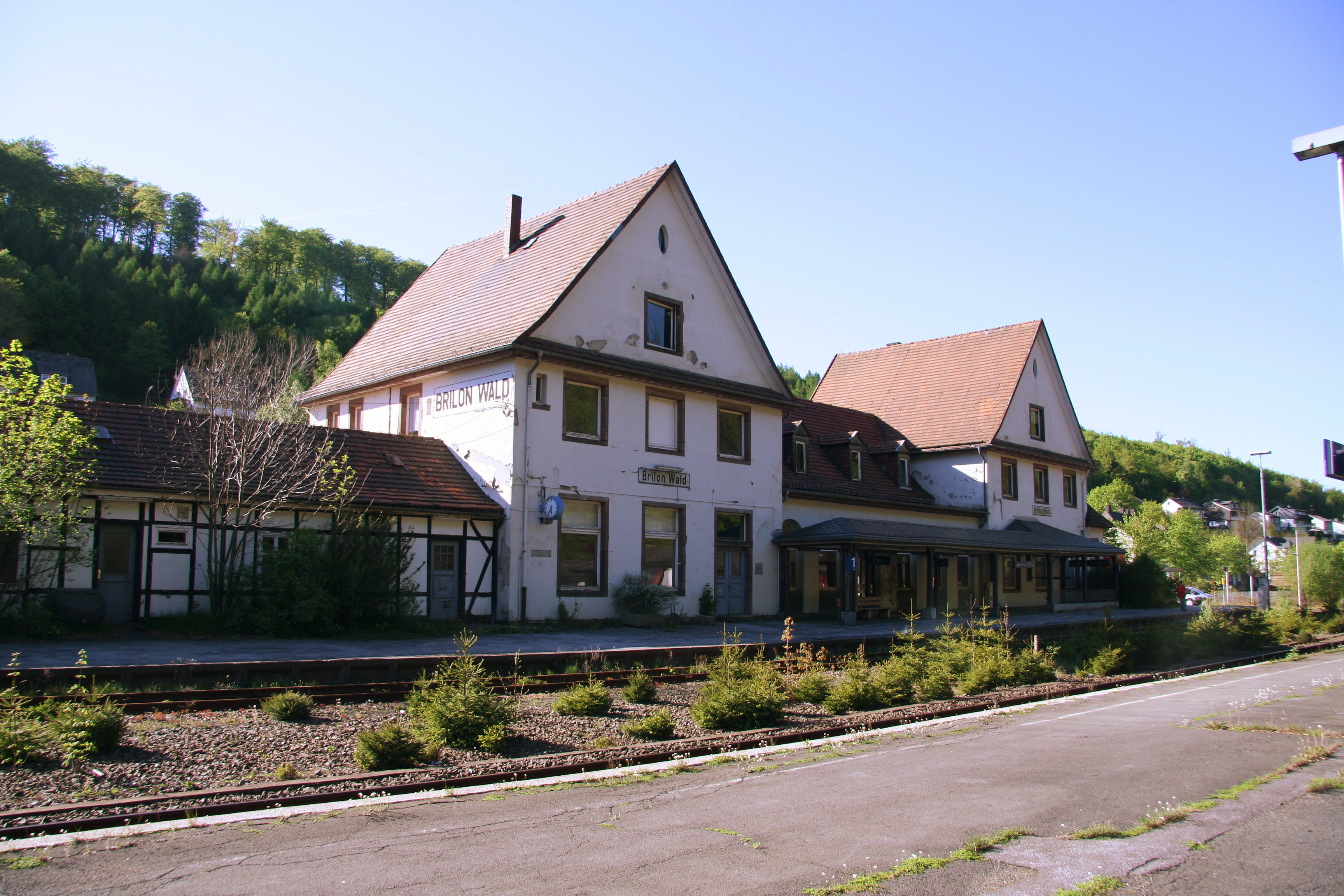
ブリーロン・ヴァルト駅

ブリーロンは、ホーホザウアーラント郡全域とともに、ルール＝リッペ交通共同体 (VRL) に属している。鉄道旅客近郊交通の運営は、ルール＝リッペ鉄道旅客近郊交通目的連合 (ZRL) である。ブリーロンの中核市区には、旅客営業を行う駅が長らくなかった。アルメタール鉄道のブリーロン・シュタット駅よりもオーベラー・ルールタール鉄道のブリーロン・ヴァルト駅の方が常に重要であった。後者は、中核市区から約 7 km 離れた場所に鉄道によって成立したブリーロン＝ヴァルト地区に位置している。
DBレギオNRW はオーベラー・ルールタール鉄道に、ハーゲン中央駅からヴァールブルク (ヴェストファーレン) 駅へのザウアーラント＝エクスプレス (RE 17、KBS 435) を1時間間隔で運行している。この列車は、2時間ごとにカッセル＝ヴィルヘルムスヘーエ駅まで運行する。平日の朝、昼、夜にはホペッケやメッシングハウゼンに停車する列車もある。
ブリーロン・ヴァルトからブリーロン・シュタット、テューレンおよびアルメ地区およびビューレンを経由してパーダーボルン中央駅までの区間の旅客運行は、1974年9月29日に廃止された。2011年12月11日にDBレギオNRW は、ブリーロン・シュタットまでの区間を再開させた。ドルトムント中央駅からベストヴィヒまでドルトムント＝ザウアーラント＝エクスプレス (RE 57、KBS 435) が1時間ごとに運行しており、ベストヴィヒからヴィンタースベルク行き、ブリーロン・ヴァルト行き、ブリーロン・シュタット行きに分かれる。残りの路線はドイツ鉄道 AG (DB) が所有しており、フリッツ・エッガー社に荷物を運ぶ貨物線として利用されている。RWE AG に賃貸しされているテューレンとビューレンの間の路線は、ネーデン変圧器工場とビューレンとの間の輸送に利用されている。夏季にはビューレンとブリーロン・シュタットとの間を保存鉄道が運行している。
DB クアヘッセン鉄道は、ヴァーベルン - ブリーロン・ヴァルト間の路線を使って、ブリーロン・シュタットまたはブリーロン・ヴァルトからコルバッハまたはヴィリンゲン行きのウプラント鉄道 (RB 55、KBS 439) が2時間間隔で運行している。また、ブリーロン・シュタットとブリーロン・ヴァルト間の通勤列車が運行されており、ザウアーラント＝エクスプレスに接続する。

#### バス
ヴェストファーレン交通会社 (WVG) の子会社ルール＝リッペ地域交通 GmbH (RLG) と、WB ヴェストファーレン・バス GmbHの子会社ルール＝ジーク・バス交通 (BRS) がバスを運行している。両社合わせて17のバス路線があり、このうち2路線が高速バス、2路線が夜行バス、1路線がデマンドバスである。ブリーロン市民バス e.V. は、BRSと RLG が共同で、中核市内で2路線を運行している。

#### 航空
航空は、パーダーボルン/リップシュタット空港を利用する。この空港はブリーロンから北に約 40 km 離れている。ライトプレーンやヘリコプターには、中核市区から約 5 km 東のテューレナー・ブルーフに特別飛行場がある。

### メディア
この地域向け日刊紙としては、ブリーロンおよびザウアーラント向け地方面を持つヴェストファーレンポストが刊行されている。週刊紙では、ブリーロン、オルスベルク、ヴィリンゲン、ヴィンターベルク、メーデバッハ、ハレンベルクのニュースが掲載された「ブリーロナー・アンツァイガー」が水曜日に刊行されている。さらに週末には、ザウアーラント全域の情報を掲載したフリーペパー「ザウアーラントクリーア」が発行される。

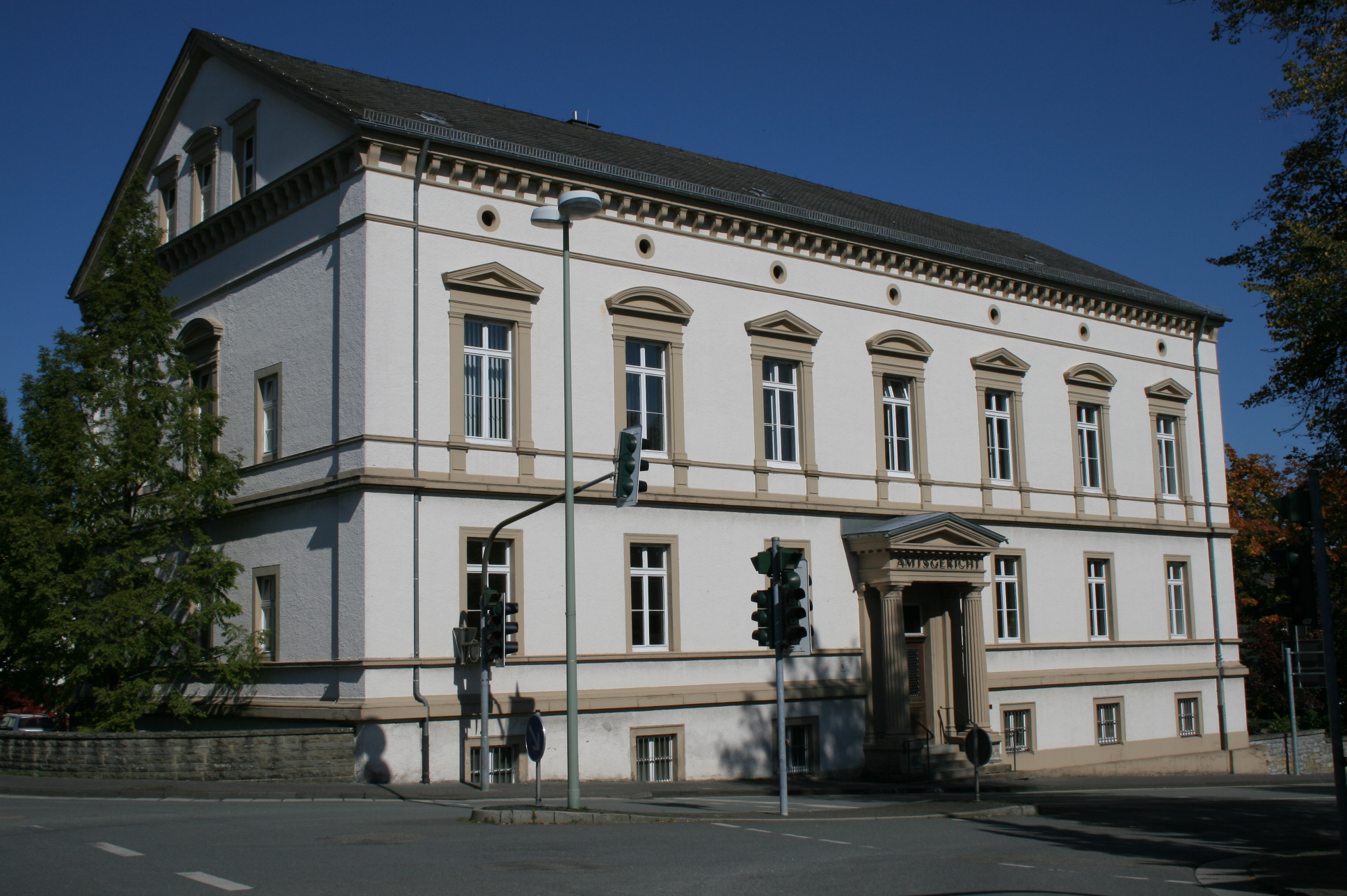
ブリーロン区裁判所

### 公共機関
ブリーロンは、ブリーロンとオルスベルクを管轄するブリーロン区裁判所の所在地である。ホーホザウアーラント郡の郡当局はクライスハウスにブリーナー出張所を置いている。ブリーロン税務署は、ブリーロン、ハレンベルク、マールスベルク、メーデバッハ、オスルベルク、ヴィンターベルクを担当している。医療・保健施設としてはマリア・ヒルフ病院がある。

### 教育

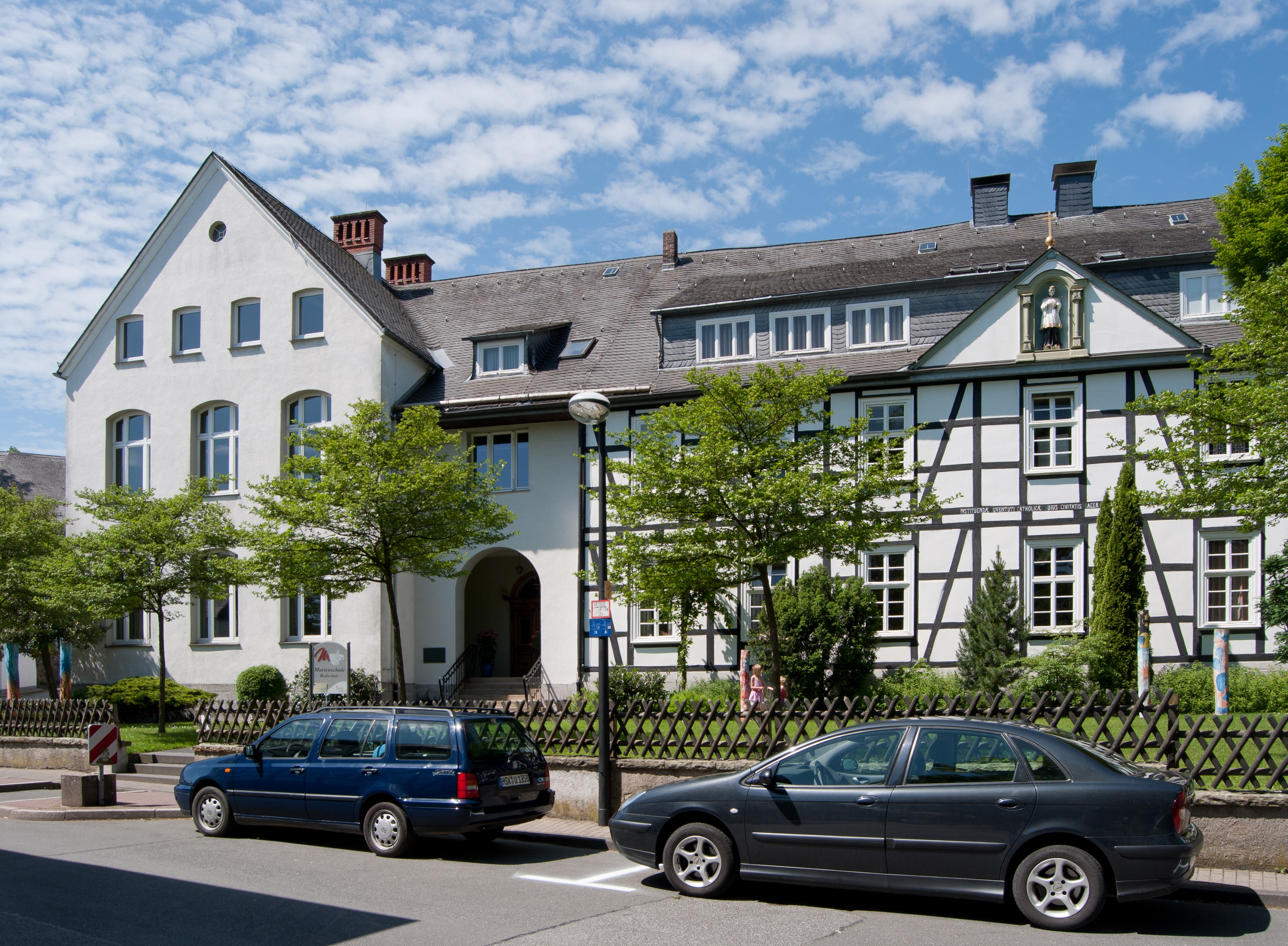
ブリーロン・マリエンシューレ

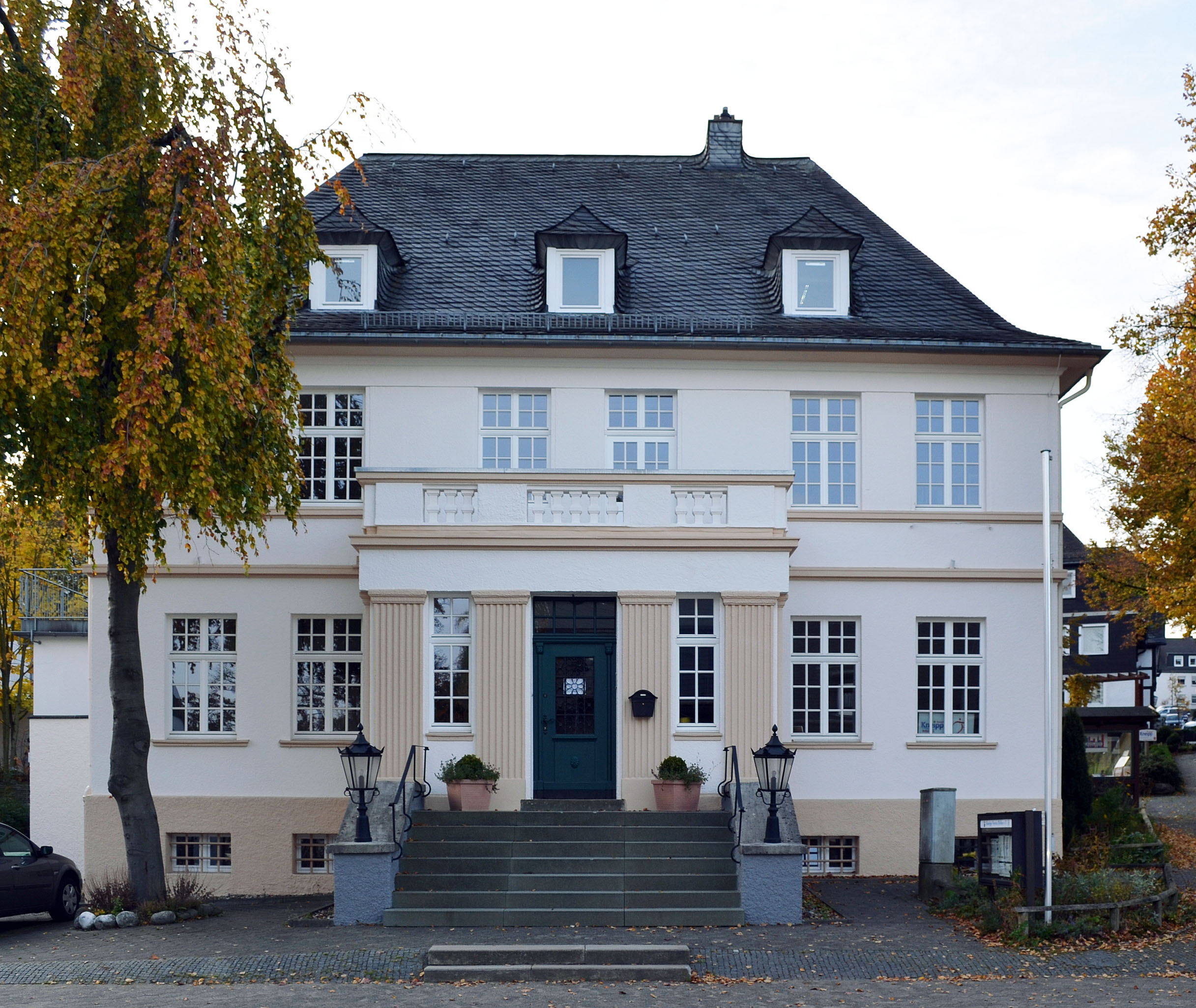
ブリーロン市立図書館

就学前の児童のために、ブリーロンには幼稚園が18園、養護幼稚園が1園、遊びグループの形をとった児童保護機能を有する多世代施設が1か所ある。これら施設の内、8施設を市、5施設をカトリック教会、7施設をその機関が運営している。中核市区には9施設がある。その他の幼稚園は、アルメ、アルテンビューレン、ボントキルヒェン、ブリーロン＝ヴァルト、グーデンハーゲン、ホペッケ、マートフェルト、メッシングハウゼン、レーゼンベック、シャールフェンベルク、テューレンにある。
ブリーロン市は基礎課程学校を6校運営している。2007年からそのうち2校は、独立した3つのキャンパスを持つ共同学校となっている。アルメ＝テューレン＝マートフェルト共同学校、カトリック聖ミヒャエル基礎課程学校（アルテンビューレン）、カトリック聖ベルンハルドゥス基礎課程学校（シャールフェンベルク）、カトリック聖エンゲルベルク基礎課程学校、カトリック・ラートマールシュタイン基礎課程学校は、公共の宗教学校であり、グーデンハーゲン＝マルティン・ルター＝ホペッケ共同学校は一般学校である。
上級の学校としては、ゼクンダーシューレ・ハインリヒ＝リュプケ＝シューレおよびギムナジウム・ペトリヌムを市が運営している。マリエンシューレ・ブリーロンはパーダーボルン司教区が運営する実科学校である。また、ホーホザウアーラント郡の経済・経営職業補習高等専門学校もある。さらにハーゲン通信大学はブリーロンに学習センターを有している。
養護学校は5校あり、このうち1校は私立の教育補助・学習障害者のための寄宿舎付き養護学校である。
ブリーロン＝マルスベルク＝オルスベルク市民大学は、成人教育の分野で幅広い教育を行っている。ブリーロン市立図書館は1979年から存在している。

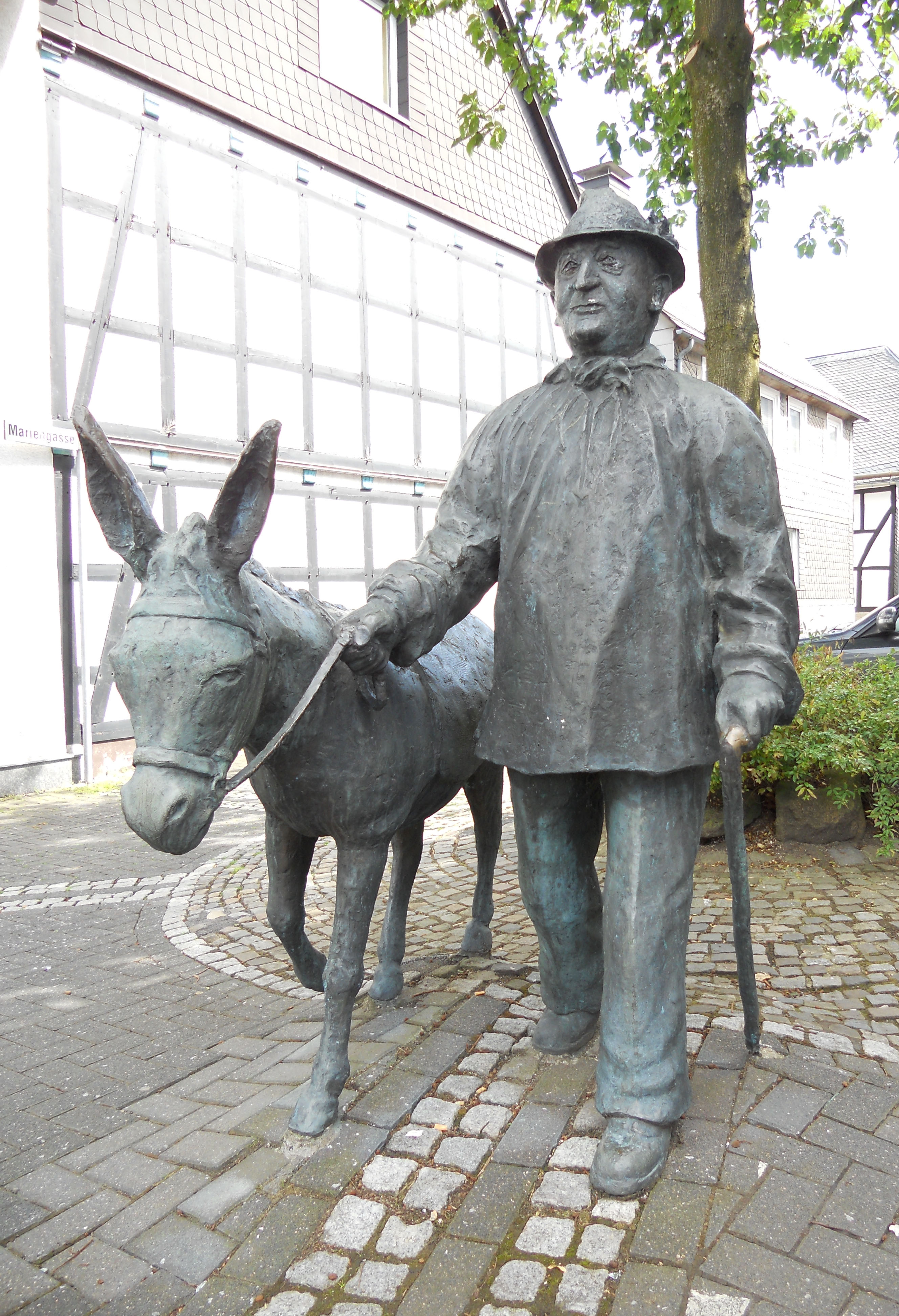
最後の郵便夫テオドール・イーゼンベルクとそのロバのフーベルタ

## その他
- 2001年に設けられた遊歩道ロタールシュタイクはブリーロンを起点とする[73]。
- 1990年頃までマートフェルト近郊に DECCA送信所があった。この土地は1992年12月31日に譲渡された。
- ブリーロン市を象徴する人物は2004年から毎年新たに選出されるブリーロナー・ヴァルトフィー（「ブリーロンの森の妖精」）である。
- 本市の非公式な紋章動物が毎年シュナーデで運ばれるロバのフーベルタである。ケーニヒス通りにその記念碑がある[74]。
- 社交上重要なのが、聖フーベルトゥス射撃兄弟団1417ブリーロンである。この団体は、ザウアーラントで最も古い射撃クラブの1つである。

## 人物

### 出身者
- スヴィーベルト・ブルクハルト・シフェーレク（1742年 - 1806年）植物学者
- エトガー・ゼルゲ（1948年 - ）俳優
- フリードリヒ・メルツ（1955年 - ）政治家
- ペーター・クレーマー（ドイツ語版、英語版）（1958年 - ）俳優

### ゆかりの人物
- カール＝ハインツ・ヴィーゼマン（ドイツ語版、英語版）（1960年 - ）シュパイアー司教

## 関連図書
- Jürgen Buschmeyer, ed. Stadtgestalt und Denkmalschutz im Städtebau, Landeswettbewerb 1977/78, Wettbewerbsleistung der Stadt Brilon
- Heinrich Gottfried Gengler, ed (1863). Regesten und Urkunden zur Verfassungs- und Rechtsgeschichte der deutschen Städte im Mittelalter. Erlangen
- Meister, Aloys (1908). Das Herzogtum Westfalen in der letzten Zeit der kurkölnischen Herrschaft. Münster
- Cramer, Hugo (1955). Der Landkreis Brilon im zweiten Weltkriege 1939–1945 – Erlebnisberichte vieler Mitarbeiter aus dem ganzen Kreisgebiet. Bigge: Josefs-Druckerei
- Rüther, Josef (1957). Heimatgeschichte des Landkreises Brilon. Münster: Verlag Regensberg
- Müller, Magnus (1970). Stadt Brilon. ed. 750 Jahre Stadt Brilon: 1220-1970. Brilon: Stadt Brilon
- Bruns, Alfred (1970). Landesamt für Archivpflege. ed. Inventar des Stadtarchivs Brilon, Bestand A. Münster: Verlag Aschendorff
- Bünermann, Martin; Köstering, Heinz (1975). Die Gemeinden und Kreise nach der kommunalen Gebietsreform in Nordrhein-Westfalen. Köln: Deutscher Gemeindeverlag. ISBN 978-3-555-30092-4
- Heinz Stoob, Wilfried Ehbrecht, ed (1975). Westfälischer Städteatlas. Dortmund/Altenbeken: Größchen Städteatlas Verlag. ISBN 3-89115-332-5
- Statistisches Bundesamt, ed (1983). Historisches Gemeindeverzeichnis für die Bundesrepublik Deutschland. Namens-, Grenz- und Schlüsselnummernänderungen bei Gemeinden, Kreisen und Regierungsbezirken vom 27.5.1970 bis 31.12.1982. Stuttgart / Mainz: W. Kohlhammer GmbH. ISBN 978-3-17-003263-7
- Propsteikirche Brilon. 3. Auflage. Brilon. (1988)
- Gedaschke, Volker; Hülsbusch, Heinrich (1995). Brilon – Historische Kernstadt und attraktive Ortschaften. ISBN 978-3861331407
- Spohn, Thomas (1997). Westfälische Kunststätten. Münster: Westfälischer Heimatbund. ISSN 0930-3952
- Brökel, Gerhard (1997). Aus der Geschichte des Krankenhauses Maria Hilf Brilon Brilon 1847 - 1997. Brilon: Krankenhaus Maria Hilf. ASIN B00GQDSUDE
- Schrewe, Franz (1998). Sau küert me in Breylen: Wörterbuch der plattdeutschen Sprache. Brilon: Podszun. ISBN 978-3-86133-215-2
- Hesse, Nikolaus; Lohmann, Xaver; Krüper, Hermann Joseph (2000). Gerhard Brökel. ed. Geschichtliche Aufzeichnungen über Brilon. Brilon: Podszun. ISBN 978-3-86133-259-6
- Brökel, Gerhard (2003). Vergangene Zeiten, Bd. 1. Brilon: Podszun Motorbücher Verlag. ISBN 978-3-86133-341-8
- Brökel, Gerhard (2004). Vergangene Zeiten, Bd. 2. Brilon: Podszun Motorbücher Verlag. ISBN 978-3-86133-375-3
- Brökel, Gerhard (2006). Vergangene Zeiten, Bd. 3
- Walter Melzer, ed (2007). Bleibergbau und Bleiverarbeitung während der römischen Kaiserzeit im rechtsrheinischen Barbaricum. Soester Beiträge zur Archäologie. Band 8. Soest: Westfälische Verlags-Buchhandlung Mocker und Jahn. pp. 57-70. ISBN 978-3-87902-307-3
- Brökel, Gerhard (2008). Vergangene Zeiten, Bd. 4
- Brökel, Gerhard (2011). Vergangene Zeiten, Bd. 5

これらの文献は、翻訳元であるドイツ語版の参考文献として挙げられていたものであり、日本語版作成に際し直接参照してはおりません。

### ウェブ
- “Kommunalprofil Brilon, Stadt” (PDF).   Information und Technik Nordrhein-Westfalen (IT.NRW) (2017年5月31日). 2018年2月25日閲覧。
- “Hauptsatzung der Stadt Brilon” (PDF).   Stadt Brilon (2015年6月18日). 2018年2月25日閲覧。
- “Einwohner in Altersstufen 31.12.17” (PDF).   Stadt Brilon. 2018年2月26日閲覧。
- Schwarz, Patrik. “Nicht der Opa ist das Problem: Der seltsame Stolz des Friedrich Merz”. 2018年3月1日閲覧。

### 訳注
1. ↑  ドイツ北部で見られる家屋の建築様式で、大きな入り口扉を備えた広い土間を持つ建物。Diele = 玄関フロアで、北部では特に土間を意味する。